# Réseau de bus Paris Saclay
Le réseau de bus Paris Saclay est un réseau de transports en commun par autobus et autocars circulant en Île-de-France, organisé par l'autorité organisatrice Île-de-France Mobilités et la communauté d'agglomération Paris-Saclay. Il est exploité par RATP Cap Île-de-France à travers la société RATP Cap Saclay (anciennement RD Saclay) depuis le 1er août 2022.
Il se compose de 45 lignes, qui desservent la communauté d'agglomération Paris-Saclay et le pôle scientifique et technologique Paris-Saclay. Il est complété par les 21 navettes gratuites organisées par la communauté d'agglomération et exploitées par Autocars Dominique.

## Histoire

### Évolution des navettes
Les premières dessertes du réseau de bus Paris Saclay ont vu le jour dans les années 1980 avec la création des lignes des réseaux de Transdev Les Cars d'Orsay et de Keolis Meyer complétées dans les années 1990 et 2000 par les lignes des réseaux de SAVAC et de Transdev CEAT. En 2010, plus d'une trentaine de lignes composait ce réseau, complété depuis 2007, par un réseau de navette interne à la ville de Longjumeau et desservant plus particulièrement les quartiers les moins bien desservis de la commune, au tarif de 0,15 centimes d'euros,.
Le 1er juillet 2011, les communautés d'agglomération du Plateau de Saclay et d’Europ'Essonne, qui composent, depuis 2016, la communauté d'agglomération Paris-Saclay deviennent autorités organisatrices de proximité, par délégation de compétence du STIF et sont autorisées à piloter en lien avec lui, la gestion des réseaux de bus Mobicaps et Nord Hurepoix Essonne ainsi que celui du réseau de la navette communautaire gratuite qui sera étendu aux communes voisines de Ballainvilliers et de Morangis et mis en service le 2 mai 2010. L'exploitation est confiée à compter du 1er février 2010 à MobiCité, filiale de la Régie autonome des transports parisiens (RATP), à l'aide de Gruau Microbus appartenant à cette dernière et pelliculés aux couleurs de l'agglomération, afin de masquer la livrée RATP.
Le 12 novembre 2012, le réseau est étendu aux communes de La Ville-du-Bois et de Villebon-sur-Yvette puis aux cinq autres communes non encore desservies le 1er janvier suivant.
L'exploitation du réseau La Navette Europ'Essonne a alors été confiée à deux sociétés : MobiCité, filiale de la RATP qui conserve ses lignes, et Ulysse Méditerranéenne des voyageurs.
Le 2 mai 2013, les Microbus trop souvent en panne utilisés par MobiCité sont remplacés par des Mercedes-Benz Sprinter City 35.
Le 1er janvier 2016, la communauté d'agglomération Europ'Essonne est remplacée par la communauté d'agglomération Paris-Saclay, qui intègre donc les réseaux de bus Mobicaps, Nord Hurepoix Essonne et le réseau des navettes gratuites dans le nouveau réseau Paris-Saclay. En 2017, trois Mercedes-Benz Sprinter City 65 sont mis en service sur les navettes.
À partir du 1er janvier 2022, le réseau des navettes évolue et connaît une modification des circuits et du matériel roulant. De nouveaux circuits sont aussi créés : la navette E à Igny et Vauhallan, la navette Q à Épinay-sur-Orge, les navettes T et U aux Ulis et à Orsay, la navette V à Massy et Verrières-le-Buisson et les navettes Y et Z à Palaiseau. L'ancien exploitant MobiCité, filiale de RATP Cap Île-de-France, est remplacé par Autocars Dominique. Pour réduire l'impact environnemental des navettes, il est prévu que tous les circuits exploités par Autocars Dominique fonctionnent avec des véhicules GNV. L'entreprise Ulysse Transport conserve l'exploitation des navettes F, I et K.
La navette I desservant La Ville-du-Bois est supprimée le 1er juillet 2022 en raison d'une fréquentation jugée trop faible par l'agglomération. Ulysse Transport perd l'exploitation des lignes F1/F2 et K à la même date, tandis que les lignes F1/F2 sont remplacées par un unique circuit F. Autocars Dominique reprend alors l'exploitation des circuits F et K.
Début 2023, l'agglomération déploie une nouvelle identité visuelle pour le service : LA NAVETTE. Les véhicules sont habillés de jaune, mettant en avant le nom du service, le co-financement entre les communes et l'agglomération, la motorisation propre et le libre accès à bord.
Le 6 février 2023, un nouveau circuit est lancé à Linas. Il dessert du lundi au vendredi la commune, en journée, en complément des lignes DM9 et DM13.
Le 9 septembre 2023, la navette L de Villebon-sur-Yvette est scindée en deux lignes D et L. Le 16 septembre suivant, la navette W est mise en service le samedi à Wissous.
Le 1er janvier 2024, la navette F voit son itinéraire modifié et dessert désormais la gare de Champlan, assurant une connexion avec le tram-train T12.
Le 7 mai 2024, la navette J évolue, en desservant désormais l'arrêt "Parc de Vilgénis", l'offre de transport est également renforcée les mardis et vendredis matin, et voit aussi la création d'un service partiel le dimanche après-midi entre "Rond-Point du Pileu" et la gare de Massy - Palaiseau.
Le 19 juin 2024, les navettes N et O fusionnent en une seule navette, nommée O, effectuant désormais un itinéraire circulaire en reliant en desservant Gif-sur-Yvette et sa gare, ainsi que le secteur de Courcelle.

### Évolution des lignes issues de Keolis Meyer
Le 12 novembre 2012, la ligne DM 17 est restructurée avec la fusion des circuits B et C en un nouveau circuit B. La nouvelle ligne DM 17B est prolongée jusqu'à Villarceaux en remplacement du circuit C. La fréquence est améliorée aux heures de pointe avec un passage toutes les demi-heures. De plus, les horaires sont calqués sur les trains à la gare d'Épinay-sur-Orge et avec les lignes DM 151 à DM 153. Enfin, les arrêts situés dans le sud de La Ville-du-Bois restent desservis par la ligne DM 17S.
Le 13 novembre 2013, les lignes DM 10 et DM 11 sont restructurées entraînant la suppression des lignes DM 10B et DM 11B, et l'incorporation des lignes DM 10C et DM 11D dans la ligne DM 11A augmentant ainsi sa fréquence. Une nouvelle ligne DM 11E est créée avec un parcours direct entre Massy et Sainte-Geneviève-des-Bois.
Le 31 août 2015, la ligne DM 12 voit son offre renforcée aux heures de pointe et aux heures creuses en semaine ainsi que le week-end afin d'assurer une meilleure desserte du cœur et de la ZAC du Moulin de Saulx-les-Chartreux, avec une connexion en direction de la commune de Villebon-sur-Yvette. De plus, la ligne est prolongée jusqu'à la gare de Gravigny-Balizy. La fréquence de la ligne en semaine est d'un bus toutes les demi-heures en début et fin de services ainsi qu'aux heures creuses et tous les quarts d'heures aux heures de pointe.
Le 3 décembre 2019, la communauté d'agglomération Paris-Saclay annonce la création au 6 janvier 2020 de la ligne 17 reprenant une partie du tracé de la ligne DM17B du réseau Keolis Meyer. Elle reliera les villes de Villejust, La Ville du Bois, Nozay et Ballainvilliers à la gare du Guichet à Orsay, desservie par le RER B, et la gare d'Épinay-sur-Orge, desservie par le RER C, avec une fréquence de 15 minutes en heures de pointe et de 60 minutes en heures creuses.
Le 8 novembre 2021, toutes les courses de la ligne DM10A sont prolongées jusqu'à l'arrêt Z.I Fonds des Prés.

### Évolution du réseau issues de Mobicaps
Le 3 novembre 2011, le réseau subit une restructuration : la ligne 14 est créée résultant de la fusion des lignes 21 et 22, l'itinéraire de la ligne 8 est repris en partie par la ligne 10, la ligne 1 est créée en reprenant en partie les itinéraires des lignes 1, 21 et 22 et la ligne 16 est créée.
Le 5 mars 2012, la ligne 495 devient la ligne 15.
La ligne 19 voit le jour le 18 mars 2013 avec un renforcement en semaine et le week-end.
Les lignes 2 et 3 ont vu leur offre de services modifiées  à partir du 2 septembre 2013 avec moins de bus le matin en semaine à partir de 9h20 mais avec un service de bus le dimanche (sauf  horaires d'été) . Les lignes 22 et 23 remplacent les lignes 2N et 2S  et desservent la zone industrielle de Courtabœuf (cependant les terminus sur cette zone  qui renforçaient le service par des bus intermédiaires ont été supprimés). La ligne 2 est modifiée et emprunte l'avenue des Tropiques.
Depuis le 5 janvier 2015, afin d'harmoniser la desserte du plateau de Chevry vers les gares avoisinantes, les établissements scolaires et le centre commercial Ulis 2, les lignes 11 et 12 voient un renforcement de leurs services toute la semaine et l'élargissement de leur amplitude horaires en soirée. Afin d'adapter les horaires d'entrées et de sorties du collège Juliette-Adam et du lycée de la Vallée de Chevreuse, la ligne 13 a vu la création de nouvelles courses supplémentaires du lundi au samedi.
Le 2 novembre 2015, la ligne 15 voit son itinéraire simplifié dans la zone pavillonnaire d'Igny et du secteur du Pileu. Elle abandonne par ailleurs la desserte de Vauhallan, jugée très peu rentable. De plus, son offre est renforcée en semaine aux heures de pointe et son amplitude de soirée est élargie jusqu'à 21 h 30.
À l'occasion du prolongement du tramway de la ligne T6 à Viroflay le 28 mai 2016, la ligne 17 est supprimée et remplacée par un prolongement de la ligne 33 du réseau de bus Phébus.
En juin 2018, le conseil communautaire de la communauté d'agglomération Paris-Saclay vote le schéma de transports 2018-2026 qui propose en outre la création des lignes 7 et 11 pour desservir le plateau du Moulon et l'Université Paris-Saclay ainsi que le prolongement de la ligne de bus 17 jusqu'à la gare RER B du Guichet à l'horizon du 4e trimestre 2019. Ce schéma de transport propose également une re-numérotation de l'ensemble des lignes du réseau. Ainsi, la ligne 9 qui dessert le campus HEC pourra devenir la ligne 2, les lignes DM11A, DM11C, DM11E et DM11G pourront devenir respectivement les lignes 24, 25 et 26, les lignes DM153 et DM12 deviendront respectivement les lignes 153 et 27, les lignes 114 et 116 deviendront respectivement les lignes 30 et 31 et les lignes DM09 et DM10A deviendront respectivement les lignes 29 et 28.
Le 3 septembre 2018, la ligne 5 est limitée au Centre commercial Ulis 2-Aubrac et donc abandonne la desserte de la zone d'activité de Courtabœuf ; pour l'atteindre, il faut emprunter la ligne 2. De plus, la fréquence des bus est augmentée avec un passage toutes les 15 min aux heures de pointe.
Le 7 janvier 2019, les lignes 3, 4 et 9 sont modifiées comme suit :
- la ligne 3 voit son itinéraire simplifié en abandonnant son antenne vers Montjay ;
- la ligne 4 voit ses fréquences renforcées aux heures de pointe avec un passage toutes les douze minutes ;
- la ligne 9 voit son amplitude horaire élargie le soir jusqu'à 23 h 30 en semaine et 22 h 15 le samedi. Son offre est renforcée aux heures de pointe entre la gare du Guichet et HEC avec une fréquence d'un bus toutes les douze minutes. De plus, un service est créé le dimanche entre le centre commercial Ulis 2 et Le Christ-de-Saclay. Enfin, des autobus articulés sont mis en circulation sur la ligne compte tenu de la forte affluence à certaines heures ;
- la ligne s9 est créée entre Gymnase des Favreuses et Fournier du lundi au vendredi en période scolaire.

Le 2 septembre 2019, la ligne 7 est renforcée toute la journée afin de tenir compte des besoins des étudiants qui travaillent à l'université avec aussi un prolongement du service jusqu’à 21 h la semaine et la création d'un service le samedi entre 8 h et 14 h.
Le 6 janvier 2020, la ligne 15 est renforcée le samedi entre 10 h et 20 h avec une fréquence de 30 min au lieu de 45 min auparavant.

### Évolutions des lignes Express
Le 1er février 2008, la ligne 51 est renumérotée sous l'indice CVM après avoir été reprise par Keolis Devillairs le 1er janvier 2008.
Le 13 décembre 2014, à l'occasion de la mise en service du T6, la ligne CVM est renumérotée sous l'indice 60 avec un nouvel itinéraire entre Résidence Europe et la gare de Massy-Palaiseau tandis que la ligne 91.08 abandonne la desserte de la zone industrielle de Vélizy.
Le 14 mars 2016, une antenne vers Palaiseau — Fresnel est créée sur la ligne 91.08.
Le 28 août 2017, la ligne 91.06C voit son offre fortement renforcée en semaine et voit la création d'un service le week-end et en soirée jusqu'à minuit. La ligne 91.06D est supprimée à la même date.
Le 27 août 2018, les lignes 91.06A et 91.06C sont renumérotées respectivement 91.11 et 91.06, la ligne 91.06B étant supprimée et reprise par la ligne 91.10.

### Ouverture à la concurrence
En raison de l'ouverture à la concurrence des transports en commun en Île-de-France, le réseau de bus Paris-Saclay change d'exploitant le 1er août 2022, correspondant à la délégation de service public numéro 26 établie par Île-de-France Mobilités. Un appel d'offres a donc été lancé par l'autorité organisatrice afin de désigner une entreprise qui succèdera à l'exploitation de entreprises présentes pour une durée de six ans. C'est finalement RATP Cap Île-de-France, via sa filiale RD Saclay, qui a été désigné lors du conseil d'administration du 9 décembre 2021, en lieu et place de Transdev Les Cars d'Orsay. Au moment de son ouverture à la concurrence, le réseau intègre les lignes 114 et 116 de CEA Transports, les lignes DM10A, DM10S, DM11A, DM11C, DM11E, DM11G, DM12, DM151S et DM152S du réseau de bus Keolis Meyer, la ligne Express 60 du réseau de bus Phébus et les lignes 91.05, 91.06 et 91.08 du réseau Albatrans. Ce sont donc des lignes de cinq prestataires différents qui passent sous la coupe de RD Saclay.
Les navettes gratuites Paris-Saclay, exploitées directement pour le compte de l'agglomération, ne sont pas concernés par l'ouverture à la concurrence.
Début 2023, en raison de difficultés de personnel, une ligne est suspendue et plusieurs lignes sont allégées.
Le 3 juin 2024, la ligne 91.05 est modifiée : elle abandonne la desserte de la gare de Massy-Palaiseau et relie désormais Palaiseau - Polytechnique Vauve à la gare d’Évry-Courcouronnes afin de desservir l’Université Paris-Saclay, elle n'est également plus soumise à une interdiction de trafic local.
Le 22 avril 2025, les lignes 2, 21, 22 et 23 sont modifiées dans leurs itinéraires et renumérotées :
- La ligne 2 devient la ligne 4602, elle effectue désormais le même itinéraire, aller comme retour entre le Centre Commercial Ulis 2 et la gare de Massy-Palaiseau, en desservant les secteurs Canada et Baltique de la zone d'activités Courtabœuf ainsi que les quartiers du Béarn, Saintonge, Périgord, Anjou Île de France, Bourgogne et Alsace aux Ulis. Elle fonctionne du lundi au dimanche de 4h30 à 1h30 avec, en semaine, 1 passage toutes les 6min en heure de pointe et toutes les 15min en heure creuse, le samedi avec 1 passage toutes les 15min, et le dimanche avec 1 passage toutes les 30min.
- La ligne 21 devient la ligne 4621, elle effectue désormais le même itinéraire, aller comme retour entre le Centre Commercial Ulis 2 et la gare de Massy-Palaiseau, en desservant le secteur Parana de la zone d'activités Courtabœuf ainsi que les quartiers des Cévennes, Ventoux, Bourgogne, Franche-Comté, Alsace aux Ulis. Elle fonctionne du lundi au samedi de 6h00 à 23h00 avec, en semaine, 1 passage toutes les 10min en heure de pointe et toutes les 30min en heure creuse, et le samedi avec 1 passage toutes les 30min.
- La ligne 22 devient la ligne 4622, elle fonctionne en boucle au départ de la gare de Massy-Palaiseau, en desservant les secteurs Baltique, Norvège et Québec de la zone d'activités Courtabœuf. Elle fonctionne du lundi au vendredi de 6h00 à 21h30, avec 1 passage toutes les 12min en heure de pointe et toutes les 30min en heure creuse.
- La ligne 23 est, quant à elle, supprimée, mais sa desserte est reprise en grande partie par la ligne 4621.

Enfin, la renumérotation de l'ensemble du réseau de bus Paris Saclay sera déployée à partir du 15 septembre 2025 pour commencer systématiquement par « 46 »
Ci-dessous, le tableau récapitulatif des anciens numéros et des nouveaux numéros de lignes :
| Anciens numéros | Nouveaux numéros |
| --------------- | ---------------- |
| 1               | 4601             |
| Inchangé        | 4602             |
| 3               | 4603             |
| 4               | 4604             |
| 5 / DM10A       | 4605             |
| 91.06           | 4606             |
| 7               | 4607             |
| 8               | 4608             |
| 9               | 4609             |
| 10              | 4610             |
| 11              | 4611             |
| 12              | 4612             |
| DM12            | 4613             |
| 14              | 4614             |
| 15              | 4615             |
| 16              | 4616             |
| 17              | 4617             |
| 18              | 4618             |
| 19              | 4619             |
| Inchangé        | 4621             |
| Inchangé        | 4622             |
| 6               | 4626             |
| Nouveau         | 4627             |
| 114             | 4634             |
| 116             | 4636             |
| DM11A           | 4641             |
| DM11E           | 4642             |
| DM11G           | 4643             |
| DM11C           | 4644             |
| DM10S           | 4650             |
| DM151S          | 4651             |
| 1               | 4652             |
| 13              | 4653             |
| 4               | 4654             |
| S15             | 4655             |
| S17             | 4657             |
| S9              | 4659             |
| 20              | 4660             |
| S1              | 4661             |
| S2              | 4662             |
| S3              | 4663             |
| S4              | 4664             |
| Nouveau         | 4665             |
| Nouveau         | 4666             |
| DM152S          | 4670             |
| DM152S          | 4671             |
| DM152S          | 4672             |
| DM152S          | 4673             |
| DM152S          | 4674             |
| 91.05           | 9105             |
| 91.08           | 9108             |
| 60              | 9160             |

### Identité visuelle

Logo de l'ancien réseau Mobicaps.
Logo de l'ancien réseau de bus Paris-Saclay Mobilités.

## Les lignes

### Lignes de 1 à 9
| Ligne | Caractéristiques | Caractéristiques | Caractéristiques | Caractéristiques | Caractéristiques | Caractéristiques | Caractéristiques | Caractéristiques | Caractéristiques |
| 1     | Gare d'Orsay-Ville RER ⥋ Palaiseau - Rond-Point Camille Claudel / Gare d'Igny RER (terminus desservi par certaines courses uniquement) | Gare d'Orsay-Ville RER ⥋ Palaiseau - Rond-Point Camille Claudel / Gare d'Igny RER (terminus desservi par certaines courses uniquement)                                                                                            | Gare d'Orsay-Ville RER ⥋ Palaiseau - Rond-Point Camille Claudel / Gare d'Igny RER (terminus desservi par certaines courses uniquement)                                                                                            | Gare d'Orsay-Ville RER ⥋ Palaiseau - Rond-Point Camille Claudel / Gare d'Igny RER (terminus desservi par certaines courses uniquement)                                                                                            | Gare d'Orsay-Ville RER ⥋ Palaiseau - Rond-Point Camille Claudel / Gare d'Igny RER (terminus desservi par certaines courses uniquement)                                                                                            | Gare d'Orsay-Ville RER ⥋ Palaiseau - Rond-Point Camille Claudel / Gare d'Igny RER (terminus desservi par certaines courses uniquement)                                                                                            | Gare d'Orsay-Ville RER ⥋ Palaiseau - Rond-Point Camille Claudel / Gare d'Igny RER (terminus desservi par certaines courses uniquement)                                                                                            | Gare d'Orsay-Ville RER ⥋ Palaiseau - Rond-Point Camille Claudel / Gare d'Igny RER (terminus desservi par certaines courses uniquement)                                                                                            | Gare d'Orsay-Ville RER ⥋ Palaiseau - Rond-Point Camille Claudel / Gare d'Igny RER (terminus desservi par certaines courses uniquement)                                                                                            |
| ----- | --- | --- | --- | --- | --- | --- | --- | --- | --- |
| 1     | Ouverture / Fermeture 3 novembre 2011 / — | Longueur 19,20 km | Durée 30-50 min | Nb. d’arrêts 44 | Matériel Midibus | Jours de fonctionnement L, Ma, Me, J, V, S | Jour / Soir / Nuit / Fêtes O / N / N / N | Voy. / an — | Dépôt Marcoussis |
| 1     | Desserte : - Villes et lieux desservis : Orsay (bois de la Grille Noire, cimetière, conservatoire, collège Alexandre-Fleming, groupe hospitalier Nord-Essonne — site d'Orsay, lycée Blaise-Pascal, mairie, parc Charles-Boucher), Palaiseau (bois de Fourcherolles, château d'Ardenay, centre de loisirs Joliot-Curie, collège Charles Péguy, établissement Saint-Martin, gendarmerie, groupe scolaire Jean-Macé, gymnase Jessie-Owens, lycée Camille-Claudel, mairie, maison des jeunes et de la culture, marché du Pileu, musée du Hurepoix, parc d'Ardenay, parc Jean-Pierre-Chabrol, parc de l'Hôtel de Ville, poste, salle municipale Marceau, stade de rugby) et Igny (gymnase Saint-Exupéry, lycée Saint-Nicolas, mairie, zone d'activités de la Sablière). - Gares desservies : Gare d'Orsay-Ville, Gare de Lozère, Gare de Palaiseau - Villebon, Gare de Palaiseau, Gare d'Igny. | | | | | | | | |
| 1     | Autre : - Zones traversées : 4 et 5 - Arrêts non accessibles aux UFR : Gare d’Orsay-Ville RER, Parc d’Ardenay. - Amplitudes horaires : La ligne fonctionne du lundi au vendredi de 6 h 20 à 21 h 5 et le samedi de 7 h 35 à 20 h 45. - Particularités : L'arrêt Rue de la SFIM est desservi en période scolaire du lundi au vendredi à certaines heures. Aux heures de pointe les jours ouvrés ainsi que le samedi, certaines courses sont limitées à ou partent de Rond-Point Camille Claudel. - Date de dernière mise à jour : 2 septembre 2022. | | | | | | | | |
| 1     | Dernière actualisation : — | | | | | | | | |
| 4602  | Les Ulis - Centre commercial Ulis 2 ⥋ Gare de Massy - Palaiseau RER | Les Ulis - Centre commercial Ulis 2 ⥋ Gare de Massy - Palaiseau RER | Les Ulis - Centre commercial Ulis 2 ⥋ Gare de Massy - Palaiseau RER | Les Ulis - Centre commercial Ulis 2 ⥋ Gare de Massy - Palaiseau RER | Les Ulis - Centre commercial Ulis 2 ⥋ Gare de Massy - Palaiseau RER | Les Ulis - Centre commercial Ulis 2 ⥋ Gare de Massy - Palaiseau RER | Les Ulis - Centre commercial Ulis 2 ⥋ Gare de Massy - Palaiseau RER | Les Ulis - Centre commercial Ulis 2 ⥋ Gare de Massy - Palaiseau RER | Les Ulis - Centre commercial Ulis 2 ⥋ Gare de Massy - Palaiseau RER |
| 4602  | Ouverture / Fermeture — / — | Longueur 14,25 km | Durée 20-30 min | Nb. d’arrêts 17 | Matériel GX 327 Citaro II CNG GX 337 | Jours de fonctionnement L, Ma, Me, J, V, S, D | Jour / Soir / Nuit / Fêtes O / O / N / O | Voy. / an — | Dépôt Marcoussis |
| 4602  | Desserte : - Villes et lieux desservis : Les Ulis (centre de loisirs Les Amonts, centre commercial Ulis 2, collège Aimé-Césaire, établissement français du sang, gymnase des Bathes, lycée de l'Essouriau, mairie, parc Nord, piscine), Orsay (collège de Mondétour, groupe scolaire de Mondétour), Villejust (centre commercial Service Center et parc d'activités de Courtabœuf) et Massy. - Gares desservies : Gare de Massy - Palaiseau, Gare de Massy TGV. | | | | | | | | |
| 4602  | Autre : - Zones traversées : 4 et 5 - Arrêts non accessibles aux UFR : Lycée Essouriau, Rond Point Mondétour, Château d’Eau, Gare de Massy - Palaiseau RER. - Amplitudes horaires : La ligne fonctionne du lundi au vendredi de 4 h 30 à 22 h 40, le samedi de 5 h 30 à 22 h 40 et les dimanches et fêtes de 8 h 10 à 20 h 30. - Particularités : Du lundi au vendredi, du début du service jusqu'à 14 h, les bus circulent en direction de Massy. Ensuite et jusqu'à la fin du service, ils circulent dans le sens inverse. - Date de dernière mise à jour : 22 avril 2025. | | | | | | | | |
| 4602  | Dernière actualisation : — | | | | | | | | |
| 3     | Les Ulis - Centre commercial Ulis 2 ⥋ Gare d'Orsay-Ville RER | Les Ulis - Centre commercial Ulis 2 ⥋ Gare d'Orsay-Ville RER | Les Ulis - Centre commercial Ulis 2 ⥋ Gare d'Orsay-Ville RER | Les Ulis - Centre commercial Ulis 2 ⥋ Gare d'Orsay-Ville RER | Les Ulis - Centre commercial Ulis 2 ⥋ Gare d'Orsay-Ville RER | Les Ulis - Centre commercial Ulis 2 ⥋ Gare d'Orsay-Ville RER | Les Ulis - Centre commercial Ulis 2 ⥋ Gare d'Orsay-Ville RER | Les Ulis - Centre commercial Ulis 2 ⥋ Gare d'Orsay-Ville RER | Les Ulis - Centre commercial Ulis 2 ⥋ Gare d'Orsay-Ville RER |
| 3     | Ouverture / Fermeture — / — | Longueur — | Durée 15-20 min | Nb. d’arrêts 17 | Matériel Citaro Facelift CNG GX 327 GX 337 | Jours de fonctionnement L, Ma, Me, J, V, S, D | Jour / Soir / Nuit / Fêtes O / O / N / O | Voy. / an — | Dépôt Marcoussis |
| 3     | Desserte : - Villes et lieux desservis : Les Ulis (centre de loisirs Les Amonts, centre commercial Ulis 2, collège Aimé-Césaire, commissariat, gymnase des Bathes, lycée de l'Essouriau, mairie, parc Nord, piscine), Bures-sur-Yvette (château de Montjay, chapelle de Montjay) et Orsay (bois de la Cyprenne, collège Alexandre-Fleming, collège de Mondétour, groupe hospitalier Nord-Essonne — site d'Orsay, groupe scolaire de Mondétour, mairie, parc Charles-Boucher). - Gare desservie : Gare d'Orsay-Ville. | | | | | | | | |
| 3     | Autre : - Zone traversée : 5 - Arrêts non accessibles aux UFR : Essouriau, Ferme, Rond Point Mondétour. - Vers Les Ulis - Centre commercial Ulis 2 : Joffre. - Vers Gare de Massy - Palaiseau RER : (néant). - Amplitudes horaires : La ligne fonctionne du lundi au vendredi de 4 h 30 à 1 h 25, le samedi à partir de 5 h ainsi que le dimanche et les jours fériés à partir de 6 h. - Date de dernière mise à jour : 2 septembre 2022. | | | | | | | | |
| 3     | Dernière actualisation : — | | | | | | | | |
| 4     | Les Ulis - Centre commercial Ulis 2 ⥋ Bures-sur-Yvette - 8 Mai 1945 (Circuit A) / Bures-sur-Yvette - Collège de la Guyonnerie (Circuit B) Bures-sur-Yvette - 8 Mai 1945 ⇀ Bures-sur-Yvette - Collège de la Guyonnerie (Circuit C) | Les Ulis - Centre commercial Ulis 2 ⥋ Bures-sur-Yvette - 8 Mai 1945 (Circuit A) / Bures-sur-Yvette - Collège de la Guyonnerie (Circuit B) Bures-sur-Yvette - 8 Mai 1945 ⇀ Bures-sur-Yvette - Collège de la Guyonnerie (Circuit C) | Les Ulis - Centre commercial Ulis 2 ⥋ Bures-sur-Yvette - 8 Mai 1945 (Circuit A) / Bures-sur-Yvette - Collège de la Guyonnerie (Circuit B) Bures-sur-Yvette - 8 Mai 1945 ⇀ Bures-sur-Yvette - Collège de la Guyonnerie (Circuit C) | Les Ulis - Centre commercial Ulis 2 ⥋ Bures-sur-Yvette - 8 Mai 1945 (Circuit A) / Bures-sur-Yvette - Collège de la Guyonnerie (Circuit B) Bures-sur-Yvette - 8 Mai 1945 ⇀ Bures-sur-Yvette - Collège de la Guyonnerie (Circuit C) | Les Ulis - Centre commercial Ulis 2 ⥋ Bures-sur-Yvette - 8 Mai 1945 (Circuit A) / Bures-sur-Yvette - Collège de la Guyonnerie (Circuit B) Bures-sur-Yvette - 8 Mai 1945 ⇀ Bures-sur-Yvette - Collège de la Guyonnerie (Circuit C) | Les Ulis - Centre commercial Ulis 2 ⥋ Bures-sur-Yvette - 8 Mai 1945 (Circuit A) / Bures-sur-Yvette - Collège de la Guyonnerie (Circuit B) Bures-sur-Yvette - 8 Mai 1945 ⇀ Bures-sur-Yvette - Collège de la Guyonnerie (Circuit C) | Les Ulis - Centre commercial Ulis 2 ⥋ Bures-sur-Yvette - 8 Mai 1945 (Circuit A) / Bures-sur-Yvette - Collège de la Guyonnerie (Circuit B) Bures-sur-Yvette - 8 Mai 1945 ⇀ Bures-sur-Yvette - Collège de la Guyonnerie (Circuit C) | Les Ulis - Centre commercial Ulis 2 ⥋ Bures-sur-Yvette - 8 Mai 1945 (Circuit A) / Bures-sur-Yvette - Collège de la Guyonnerie (Circuit B) Bures-sur-Yvette - 8 Mai 1945 ⇀ Bures-sur-Yvette - Collège de la Guyonnerie (Circuit C) | Les Ulis - Centre commercial Ulis 2 ⥋ Bures-sur-Yvette - 8 Mai 1945 (Circuit A) / Bures-sur-Yvette - Collège de la Guyonnerie (Circuit B) Bures-sur-Yvette - 8 Mai 1945 ⇀ Bures-sur-Yvette - Collège de la Guyonnerie (Circuit C) |
| 4     | Ouverture / Fermeture — / — | Longueur — | Durée 5-25 min | Nb. d’arrêts 17 | Matériel Citaro Facelift CNG GX 327 GX 337 Urbanway 12 | Jours de fonctionnement L, Ma, Me, J, V | Jour / Soir / Nuit / Fêtes O / N / N / N | Voy. / an — | Dépôt Marcoussis |
| 4     | Desserte : - Villes et lieux desservis : Les Ulis (centre de loisirs Les Amonts, centre commercial Ulis 2, centre municipal de santé, collège Aimé-Césaire, commissariat, IHES, lycée de l'Essouriau, mairie, parc Nord, piscine) et Bures-sur-Yvette (chapelle de Montjay, château de Montjay, collège de la Guyonnerie, mairie). - Gare desservie : Gare de Bures-sur-Yvette. | | | | | | | | |
| 4     | Autre : - Zone traversée : 5 - Arrêts non accessibles aux UFR : — - Amplitudes horaires : La ligne est en service du lundi au vendredi de 6 h à 20 h 10. - Particularités : Les arrêts Collège de la Guyonnerie, Bures-sur-Yvette RER - Université, Montjay et de IHES à Hautes Plaines sont desservis en période scolaire à certaines heures. - Date de dernière mise à jour : 2 septembre 2022. | | | | | | | | |
| 4     | Dernière actualisation : — | | | | | | | | |
| 5     | Gare d'Orsay-Ville ⥋ Centre commercial Ulis 2 - Aubrac | Gare d'Orsay-Ville ⥋ Centre commercial Ulis 2 - Aubrac | Gare d'Orsay-Ville ⥋ Centre commercial Ulis 2 - Aubrac | Gare d'Orsay-Ville ⥋ Centre commercial Ulis 2 - Aubrac | Gare d'Orsay-Ville ⥋ Centre commercial Ulis 2 - Aubrac | Gare d'Orsay-Ville ⥋ Centre commercial Ulis 2 - Aubrac | Gare d'Orsay-Ville ⥋ Centre commercial Ulis 2 - Aubrac | Gare d'Orsay-Ville ⥋ Centre commercial Ulis 2 - Aubrac | Gare d'Orsay-Ville ⥋ Centre commercial Ulis 2 - Aubrac |
| 5     | Ouverture / Fermeture — / — | Longueur 5 km | Durée 10 min | Nb. d’arrêts 19 | Matériel GX 327 Citaro II CNG GX 337 GX 317 | Jours de fonctionnement L, Ma, Me, J, V, S | Jour / Soir / Nuit / Fêtes O / N / N / N | Voy. / an — | Dépôt Marcoussis |
| 5     | Desserte : - Villes et lieux desservis : Orsay, Bures-sur-Yvette (IHES) et Les Ulis (centre commercial Ulis 2, centre municipal de santé, gymnase des Bathes, parc d'activités de Courtabœuf, parc Nord, stade Jean-Marc-Salinier) - Gare desservie : Orsay-Ville | | | | | | | | |
| 5     | Autre : - Zone traversée : 5 - Arrêts non accessibles aux UFR : — - Amplitudes horaires : La ligne est en service du lundi au vendredi de 5 h 20 à 20 h 30 et le samedi de 7 h à 20 h. - Date de dernière mise à jour : 28 juillet 2022. | | | | | | | | |
| 5     | Dernière actualisation : — | | | | | | | | |
| 6     | Bures-sur-Yvette — Campus d'Orsay - Jean Monnet ⥋ Gare d'Orsay-Ville — L'Yvette | Bures-sur-Yvette — Campus d'Orsay - Jean Monnet ⥋ Gare d'Orsay-Ville — L'Yvette | Bures-sur-Yvette — Campus d'Orsay - Jean Monnet ⥋ Gare d'Orsay-Ville — L'Yvette | Bures-sur-Yvette — Campus d'Orsay - Jean Monnet ⥋ Gare d'Orsay-Ville — L'Yvette | Bures-sur-Yvette — Campus d'Orsay - Jean Monnet ⥋ Gare d'Orsay-Ville — L'Yvette | Bures-sur-Yvette — Campus d'Orsay - Jean Monnet ⥋ Gare d'Orsay-Ville — L'Yvette | Bures-sur-Yvette — Campus d'Orsay - Jean Monnet ⥋ Gare d'Orsay-Ville — L'Yvette | Bures-sur-Yvette — Campus d'Orsay - Jean Monnet ⥋ Gare d'Orsay-Ville — L'Yvette | Bures-sur-Yvette — Campus d'Orsay - Jean Monnet ⥋ Gare d'Orsay-Ville — L'Yvette |
| 6     | Ouverture / Fermeture — / — | Longueur 3,50 km | Durée 5-10 min | Nb. d’arrêts 8 | Matériel — | Jours de fonctionnement L, Ma, Me, J, V, S | Jour / Soir / Nuit / Fêtes O / N / N / N | Voy. / an — | Dépôt — |
| 6     | Desserte : - Villes et lieux desservis : Bures-sur-Yvette (faculté Jean-Monnet, faculté de sciences, résidence universitaire des rives de l'Yvette) et Orsay (bibliothèque universitaire, université Paris-Saclay) - Gare desservie : Orsay-Ville | | | | | | | | |
| 6     | Autre : - Zone traversée : 5 - Arrêts non accessibles aux UFR : — - Amplitudes horaires : La ligne est en service du lundi au vendredi de 7 h 50 à 19 h 5 et le samedi de 7 h 5 à 12 h 35. - Particularités : Les arrêts entre L'Isles et Château sont desservis du lundi au vendredi jusqu'à 15 h 30 en direction de Bures et dans l'autre sens à partir de 9 h 45. Aux heures de pointe, il existe des courses directes entre Campus Vallée et la gare d'Orsay-Ville, dans ce sens-ci le matin et l'inverse le soir. Le samedi, ces arrêts sont seulement desservis en direction d'Orsay durant tout le service. Dans le sens inverse, les courses sont directes de la gare vers Campus Vallée. - Date de dernière mise à jour : 2 septembre 2022. | | | | | | | | |
| 6     | Dernière actualisation : — | | | | | | | | |
| 7     | Orsay — Corbeville - Plateau du Moulon ⥋ Gare d'Orsay-Ville — L'Yvette | Orsay — Corbeville - Plateau du Moulon ⥋ Gare d'Orsay-Ville — L'Yvette | Orsay — Corbeville - Plateau du Moulon ⥋ Gare d'Orsay-Ville — L'Yvette | Orsay — Corbeville - Plateau du Moulon ⥋ Gare d'Orsay-Ville — L'Yvette | Orsay — Corbeville - Plateau du Moulon ⥋ Gare d'Orsay-Ville — L'Yvette | Orsay — Corbeville - Plateau du Moulon ⥋ Gare d'Orsay-Ville — L'Yvette | Orsay — Corbeville - Plateau du Moulon ⥋ Gare d'Orsay-Ville — L'Yvette | Orsay — Corbeville - Plateau du Moulon ⥋ Gare d'Orsay-Ville — L'Yvette | Orsay — Corbeville - Plateau du Moulon ⥋ Gare d'Orsay-Ville — L'Yvette |
| 7     | Ouverture / Fermeture — / — | Longueur 3,80 km | Durée 10 min | Nb. d’arrêts 8 | Matériel — | Jours de fonctionnement L, Ma, Me, J, V, S | Jour / Soir / Nuit / Fêtes O / N / N / N | Voy. / an — | Dépôt Villebon-sur-Yvette et Marcoussis |
| 7     | Desserte : - Villes et lieux desservis : Orsay (bois des Rames, centre scientifique d'Orsay, faculté de sciences, laboratoire d'informatique pour la mécanique et les sciences de l'ingénieur, parc-club Orsay Université, plateau du Moulon, université Paris-Saclay) et Gif-sur-Yvette (IUT d'Orsay, domaine universitaire du Moulon, Polytech Paris-Saclay) - Gare desservie : Orsay-Ville | | | | | | | | |
| 7     | Autre : - Zone traversée : 5 - Arrêts non accessibles aux UFR : — - Amplitudes horaires : La ligne est en service du lundi au vendredi de 7 h 25 à 21 h 10, et le samedi de 7 h 45 à 14 h 5. - Date de dernière mise à jour : 5 janvier 2023. | | | | | | | | |
| 7     | Dernière actualisation : — | | | | | | | | |
| 8     | Orsay — Bois Persan ou Palaiseau — Couturier ⥋ Gare d'Orsay-Ville | Orsay — Bois Persan ou Palaiseau — Couturier ⥋ Gare d'Orsay-Ville | Orsay — Bois Persan ou Palaiseau — Couturier ⥋ Gare d'Orsay-Ville | Orsay — Bois Persan ou Palaiseau — Couturier ⥋ Gare d'Orsay-Ville | Orsay — Bois Persan ou Palaiseau — Couturier ⥋ Gare d'Orsay-Ville | Orsay — Bois Persan ou Palaiseau — Couturier ⥋ Gare d'Orsay-Ville | Orsay — Bois Persan ou Palaiseau — Couturier ⥋ Gare d'Orsay-Ville | Orsay — Bois Persan ou Palaiseau — Couturier ⥋ Gare d'Orsay-Ville | Orsay — Bois Persan ou Palaiseau — Couturier ⥋ Gare d'Orsay-Ville |
| 8     | Ouverture / Fermeture — / — | Longueur 11,60 km | Durée 10-25 min | Nb. d’arrêts 33 | Matériel — | Jours de fonctionnement L, Ma, Me, J, V, S | Jour / Soir / Nuit / Fêtes O / N / N / N | Voy. / an — | Dépôt Marcoussis et Villebon-sur-Yvette |
| 8     | Desserte : - Villes et lieux desservis : Orsay (collège Alain-Fournier, collège Alexandre-Fleming, collège de Mondétour, groupe hospitalier Nord-Essonne — site d'Orsay, mairie, marché de Mondétour, parc Charles-Boucher, parc Eugène-Chanlon), Les Ulis (parc d'activités de Courtabœuf, bois Persan) et Palaiseau - Gare desservie : Orsay-Ville | | | | | | | | |
| 8     | Autre : - Zone traversée : 5 - Arrêts non accessibles aux UFR : — - Amplitudes horaires : La ligne est en service du lundi au vendredi de 6 h 35 à 20 h 5 et le samedi de 7 h 30 à 12 h 15. - Particularités : L'arrêt République en direction de Gare d'Orsay-Ville est desservi à certaines heures en période scolaire. Deux courses n'effectuent pas la desserte circulaire du quartier de Mondétour et observent l'arrêt École de Mondétour en direction de Bois Persan du lundi au vendredi en période scolaire. À la même période, il existe aller-retour ayant pour origine et destination Marché de Mondétour. - Historique : Le 3 novembre 2011, la ligne succède à l'ancienne ligne 06.08. - Date de dernière mise à jour : 5 janvier 2023. | | | | | | | | |
| 8     | Dernière actualisation : — | | | | | | | | |
| 9     | Les Ulis — Centre commercial Ulis 2 ⥋ Saclay — Christ de Saclay / Gare de Jouy-en-Josas (du lundi au samedi à certaines heures) | Les Ulis — Centre commercial Ulis 2 ⥋ Saclay — Christ de Saclay / Gare de Jouy-en-Josas (du lundi au samedi à certaines heures)                                                                                                   | Les Ulis — Centre commercial Ulis 2 ⥋ Saclay — Christ de Saclay / Gare de Jouy-en-Josas (du lundi au samedi à certaines heures)                                                                                                   | Les Ulis — Centre commercial Ulis 2 ⥋ Saclay — Christ de Saclay / Gare de Jouy-en-Josas (du lundi au samedi à certaines heures)                                                                                                   | Les Ulis — Centre commercial Ulis 2 ⥋ Saclay — Christ de Saclay / Gare de Jouy-en-Josas (du lundi au samedi à certaines heures)                                                                                                   | Les Ulis — Centre commercial Ulis 2 ⥋ Saclay — Christ de Saclay / Gare de Jouy-en-Josas (du lundi au samedi à certaines heures)                                                                                                   | Les Ulis — Centre commercial Ulis 2 ⥋ Saclay — Christ de Saclay / Gare de Jouy-en-Josas (du lundi au samedi à certaines heures)                                                                                                   | Les Ulis — Centre commercial Ulis 2 ⥋ Saclay — Christ de Saclay / Gare de Jouy-en-Josas (du lundi au samedi à certaines heures)                                                                                                   | Les Ulis — Centre commercial Ulis 2 ⥋ Saclay — Christ de Saclay / Gare de Jouy-en-Josas (du lundi au samedi à certaines heures)                                                                                                   |
| 9     | Ouverture / Fermeture — / — | Longueur — | Durée 20-55 min | Nb. d’arrêts 38 | Matériel Urbanway 18 GNV ZF Urbanway 12 GNV VOITH | Jours de fonctionnement L, Ma, Me, J, V, S, D | Jour / Soir / Nuit / Fêtes O / O / N / O | Voy. / an — | Dépôt Razel Bec |
| 9     | Desserte : - Villes et lieux desservis : Les Ulis, Orsay, Gif-sur-Yvette, Saint-Aubin, Saclay et Jouy-en-Josas - Gares desservies : Le Guichet et Jouy-en-Josas | | | | | | | | |
| 9     | Autre : - Zones traversées : 4 et 5 - Arrêts non accessibles aux UFR : — - Amplitudes horaires : La ligne est en service du lundi au vendredi de 5 h 55 à 23 h 25, le samedi de 6 h 50 à 22 h 15 ainsi que le dimanche et les jours fériés de 8 h à 20 h 30. - Particularités : - Il existe du lundi au samedi de nombreux services partiels entre Centre commercial Ulis 2 et Christ de Saclay, ainsi qu'entre Gare du Guichet et Campus HEC, sans desserte du centre-ville de Saclay pour ce dernier. - Du lundi au vendredi, les courses de début et de fin de service partant de la gare de Jouy-en-Josas ne desservent pas le quartier du Val d'Albian (Saclay). - Date de dernière mise à jour : 5 janvier 2023. | | | | | | | | |
| 9     | Dernière actualisation : — | | | | | | | | |

### Lignes de 10 à 19
| Ligne | Caractéristiques | Caractéristiques | Caractéristiques | Caractéristiques | Caractéristiques | Caractéristiques | Caractéristiques | Caractéristiques | Caractéristiques |
| 10    | Buc — Collège Martin-Luther-King - Lycée Franco-Allemand ou Buc — Calmette ou Saclay — Christ de Saclay ⥋ Gare de Gif-sur-Yvette | Buc — Collège Martin-Luther-King - Lycée Franco-Allemand ou Buc — Calmette ou Saclay — Christ de Saclay ⥋ Gare de Gif-sur-Yvette | Buc — Collège Martin-Luther-King - Lycée Franco-Allemand ou Buc — Calmette ou Saclay — Christ de Saclay ⥋ Gare de Gif-sur-Yvette | Buc — Collège Martin-Luther-King - Lycée Franco-Allemand ou Buc — Calmette ou Saclay — Christ de Saclay ⥋ Gare de Gif-sur-Yvette | Buc — Collège Martin-Luther-King - Lycée Franco-Allemand ou Buc — Calmette ou Saclay — Christ de Saclay ⥋ Gare de Gif-sur-Yvette | Buc — Collège Martin-Luther-King - Lycée Franco-Allemand ou Buc — Calmette ou Saclay — Christ de Saclay ⥋ Gare de Gif-sur-Yvette | Buc — Collège Martin-Luther-King - Lycée Franco-Allemand ou Buc — Calmette ou Saclay — Christ de Saclay ⥋ Gare de Gif-sur-Yvette | Buc — Collège Martin-Luther-King - Lycée Franco-Allemand ou Buc — Calmette ou Saclay — Christ de Saclay ⥋ Gare de Gif-sur-Yvette | Buc — Collège Martin-Luther-King - Lycée Franco-Allemand ou Buc — Calmette ou Saclay — Christ de Saclay ⥋ Gare de Gif-sur-Yvette |
| ----- | --- | --- | --- | --- | --- | --- | --- | --- | --- |
| 10    | Ouverture / Fermeture — / — | Longueur 22,85 km | Durée 10-25 min | Nb. d’arrêts 27 | Matériel — | Jours de fonctionnement L, Ma, Me, J, V                                                                                          | Jour / Soir / Nuit / Fêtes O / N / N / N                                                                                         | Voy. / an — | Dépôt Marcoussis |
| 10    | Desserte : - Villes et lieux desservis : Buc (château du Haut Buc, collège Martin-Luther-King, lycée franco-allemand et zone industrielle et commerciale), Saclay (centre CEA de Saclay), Saint-Aubin (golf Blue Green de Saint-Aubin, mairie, parc de Saint-Aubin), Villiers-le-Bâcle (bibliothèque municipale, ferme pédagogique du Bel-Air, mairie, zone d'activités économiques des Graviers) et Gif-sur-Yvette (collège Juliette-Adam) - Gare desservie : Gif-sur-Yvette | | | | | | | | |
| 10    | Autre : - Zone traversée : 5 - Arrêts non accessibles aux UFR : — - Amplitudes horaires : La ligne est en service du lundi au vendredi de 6 h 40 à 20 h 25. Le mercredi, des courses supplémentaires en période scolaire sont assurées le midi. - Particularités : - Certaines courses sont limitées au parcours Rond-point de Villiers ↔ Gare de Gif-sur-Yvette. - D'autres en période scolaire uniquement effectuent le parcours Christ de Saclay ↔ Gare de Gif-sur-Yvette via le centre-ville de Saint-Aubin. - La desserte de Buc n'est assurée qu'aux heures de pointe, dont trois allers-retours desservant le collège et le lycée aux principales heures d'entrées et sorties des élèves, complétés par un départ en début d'après-midi. - Quelques courses observent l'arrêt Le Thuit. - Date de dernière mise à jour : 5 janvier 2023. | | | | | | | | |
| 10    | Dernière actualisation : — | | | | | | | | |
| 11    | (Circulaire) Parc Orsay Université ⥋ via Gif-sur-Yvette — Chevry | (Circulaire) Parc Orsay Université ⥋ via Gif-sur-Yvette — Chevry                                                                 | (Circulaire) Parc Orsay Université ⥋ via Gif-sur-Yvette — Chevry                                                                 | (Circulaire) Parc Orsay Université ⥋ via Gif-sur-Yvette — Chevry                                                                 | (Circulaire) Parc Orsay Université ⥋ via Gif-sur-Yvette — Chevry                                                                 | (Circulaire) Parc Orsay Université ⥋ via Gif-sur-Yvette — Chevry                                                                 | (Circulaire) Parc Orsay Université ⥋ via Gif-sur-Yvette — Chevry                                                                 | (Circulaire) Parc Orsay Université ⥋ via Gif-sur-Yvette — Chevry                                                                 | (Circulaire) Parc Orsay Université ⥋ via Gif-sur-Yvette — Chevry                                                                 |
| 11    | Ouverture / Fermeture — / — | Longueur — | Durée 20-65 min | Nb. d’arrêts 25 | Matériel — | Jours de fonctionnement L, Ma, Me, J, V, S, D                                                                                    | Jour / Soir / Nuit / Fêtes O / O / N / O                                                                                         | Voy. / an — | Dépôt Villebon-sur-Yvette |
| 11    | Desserte : - Villes et lieux desservis : Gif-sur-Yvette (collège Juliette-Adam, collège Les Goussons, forêt communale de Gif-sur-Yvette, golf de Gif-Chevry, gymnase de la Feuillarde, gymnase de la Plaine, mairie annexe, marché des Goussons), Orsay (CentraleSupélec, Polytech Paris-Saclay, université Paris-Saclay) et Saint-Aubin (Centre CEA de Saclay) - Gare desservie : Gif-sur-Yvette | | | | | | | | |
| 11    | Autre : - Zone traversée : 5 - Arrêt non accessibles aux UFR : Marché Goussons - Amplitudes horaires : La ligne est en service du lundi au vendredi de 6 h 5 à 22 h 30 et le week-end de 6 h 45 à 0 h 5, avancé à 22 h le dimanche et jours fériés. - Particularités : - Les arrêts Prés Mouchards et Bois Carré sont desservis du lundi au vendredi aux heures de pointes à certaines heures. - Aux heures de pointe du lundi au vendredi le matin puis le soir jusqu'en fin de service, une fois sur deux le samedi du début de service jusqu'en début d'après-midi puis systématiquement de la mi-soirée jusqu'en fin de service ainsi que le dimanche et jours fériés, des courses se cantonnent à la desserte circulaire du quartier de Chevry. - Aux heures de pointe du lundi au vendredi et pour une fois sur deux le samedi du matin jusqu'en début d'après-midi, des courses ont pour origine et terminus Parc Orsay Université, par Gif-sur-Yvette. - Date de dernière mise à jour : 5 janvier 2023. | | | | | | | | |
| 11    | Dernière actualisation : — | | | | | | | | |
| 12    | Gare de Courcelle-sur-Yvette — Lycée de la Vallée de Chevreuse ⥋ Centre Commercial Ulis 2 | Gare de Courcelle-sur-Yvette — Lycée de la Vallée de Chevreuse ⥋ Centre Commercial Ulis 2                                        | Gare de Courcelle-sur-Yvette — Lycée de la Vallée de Chevreuse ⥋ Centre Commercial Ulis 2                                        | Gare de Courcelle-sur-Yvette — Lycée de la Vallée de Chevreuse ⥋ Centre Commercial Ulis 2                                        | Gare de Courcelle-sur-Yvette — Lycée de la Vallée de Chevreuse ⥋ Centre Commercial Ulis 2                                        | Gare de Courcelle-sur-Yvette — Lycée de la Vallée de Chevreuse ⥋ Centre Commercial Ulis 2                                        | Gare de Courcelle-sur-Yvette — Lycée de la Vallée de Chevreuse ⥋ Centre Commercial Ulis 2                                        | Gare de Courcelle-sur-Yvette — Lycée de la Vallée de Chevreuse ⥋ Centre Commercial Ulis 2                                        | Gare de Courcelle-sur-Yvette — Lycée de la Vallée de Chevreuse ⥋ Centre Commercial Ulis 2                                        |
| 12    | Ouverture / Fermeture — / — | Longueur — | Durée 10-30 min | Nb. d’arrêts 24 | Matériel Citaro II K Crossway LE                                                                                                 | Jours de fonctionnement L, Ma, Me, J, V, S                                                                                       | Jour / Soir / Nuit / Fêtes O / N / N / N                                                                                         | Voy. / an — | Dépôt — |
| 12    | Desserte : - Villes et lieux desservis : Gif-sur-Yvette (collège Les Goussons, golf de Gif-Chevry, gymnase de la Feuillarde, gymnase de la Plaine, lycée de la Vallée de Chevreuse, marché des Goussons), Gometz-le-Châtel (cimetière, zones d'activités des Delâches et des Hautes Vignes) et Les Ulis (centre commercial Ulis 2, lycée de l'Essouriau) - Gare desservie : Courcelle-sur-Yvette | | | | | | | | |
| 12    | Autre : - Zone traversée : 5 - Arrêts non accessibles aux UFR : La Folie Rigault, Marché Goussons et de Petit Bertin à Essouriau. - Amplitudes horaires : La ligne est en service du lundi au samedi de 6 h 50 à 22 h 10. Aucun service n'est assuré en juillet et en août. - Particularités : - L'arrêt Essouriau est desservi est desservi aux heures d'entrée et de sortie de l'établissement. - L'arrêt Marché Goussons est desservi à certaines heures. - Il existe des services à certaines heures entre Maupertuis et la gare, uniquement dans cette direction. - Certaines courses sont limitées au tronçon Prés Mouchards (ou Petit Bertin pour un aller-retour le mercredi) ↔ Gare de Courcelle-sur-Yvette — Lycée de la Vallée de Chevreuse. - D'autres sont directes entre Madrid et Bois Carré. - Date de dernière mise à jour : 10 septembre 2022. | | | | | | | | |
| 12    | Dernière actualisation : — | | | | | | | | |
| 13    | Gif-sur-Yvette — Les Quinconces ou Villiers-le-Bâcle — Rond-Point de Villiers ⥋ Gif-sur-Yvette — Collège Juliette-Adam | Gif-sur-Yvette — Les Quinconces ou Villiers-le-Bâcle — Rond-Point de Villiers ⥋ Gif-sur-Yvette — Collège Juliette-Adam           | Gif-sur-Yvette — Les Quinconces ou Villiers-le-Bâcle — Rond-Point de Villiers ⥋ Gif-sur-Yvette — Collège Juliette-Adam           | Gif-sur-Yvette — Les Quinconces ou Villiers-le-Bâcle — Rond-Point de Villiers ⥋ Gif-sur-Yvette — Collège Juliette-Adam           | Gif-sur-Yvette — Les Quinconces ou Villiers-le-Bâcle — Rond-Point de Villiers ⥋ Gif-sur-Yvette — Collège Juliette-Adam           | Gif-sur-Yvette — Les Quinconces ou Villiers-le-Bâcle — Rond-Point de Villiers ⥋ Gif-sur-Yvette — Collège Juliette-Adam           | Gif-sur-Yvette — Les Quinconces ou Villiers-le-Bâcle — Rond-Point de Villiers ⥋ Gif-sur-Yvette — Collège Juliette-Adam           | Gif-sur-Yvette — Les Quinconces ou Villiers-le-Bâcle — Rond-Point de Villiers ⥋ Gif-sur-Yvette — Collège Juliette-Adam           | Gif-sur-Yvette — Les Quinconces ou Villiers-le-Bâcle — Rond-Point de Villiers ⥋ Gif-sur-Yvette — Collège Juliette-Adam           |
| 13    | Ouverture / Fermeture — / — | Longueur 6,80 km | Durée 5-20 min | Nb. d’arrêts 9 | Matériel — | Jours de fonctionnement L, Ma, Me, J, V, S                                                                                       | Jour / Soir / Nuit / Fêtes O / N / N / N                                                                                         | Voy. / an — | Dépôt — |
| 13    | Desserte : - Villes et lieux desservis : Gif-sur-Yvette (centre équestre Grange Martin, collège Juliette-Adam, gymnase des Sablons, lycée de la Vallée de Chevreuse, zone commerciale Val de Courcelle) et Villiers-le-Bâcle - Gare desservie : Courcelle-sur-Yvette | | | | | | | | |
| 13    | Autre : - Zone traversée : 5 - Arrêts non accessibles aux UFR : — - Amplitudes horaires : La ligne est en service en période scolaire du lundi au vendredi de 7 h 40 à 9 h puis de 15 h 55 à 18 h 20, excepté le mercredi, de 12 h 20 à 14 h 15 et le samedi jusqu'à 8 h 50 puis de 12 h 15 à 12 h 20. - Particularités : - Les courses retour entre Collège Juliette-Adam et Madrid s'effectuent via deux itinéraires : les unes par les arrêts Damiette et Gruerie et les autres par 11 Novembre. - Le samedi, la ligne est limitée à la gare. - Date de dernière mise à jour : 10 août 2022. | | | | | | | | |
| 13    | Dernière actualisation : — | | | | | | | | |
| 14    | Palaiseau — Polytechnique — Vauve ⥋ Gare de Massy - Palaiseau | Palaiseau — Polytechnique — Vauve ⥋ Gare de Massy - Palaiseau                                                                    | Palaiseau — Polytechnique — Vauve ⥋ Gare de Massy - Palaiseau                                                                    | Palaiseau — Polytechnique — Vauve ⥋ Gare de Massy - Palaiseau                                                                    | Palaiseau — Polytechnique — Vauve ⥋ Gare de Massy - Palaiseau                                                                    | Palaiseau — Polytechnique — Vauve ⥋ Gare de Massy - Palaiseau                                                                    | Palaiseau — Polytechnique — Vauve ⥋ Gare de Massy - Palaiseau                                                                    | Palaiseau — Polytechnique — Vauve ⥋ Gare de Massy - Palaiseau                                                                    | Palaiseau — Polytechnique — Vauve ⥋ Gare de Massy - Palaiseau                                                                    |
| 14    | Ouverture / Fermeture 3 novembre 2011 / — | Longueur 12,55 km | Durée 30-45 min | Nb. d’arrêts 28 | Matériel — | Jours de fonctionnement L, Ma, Me, J, V, S                                                                                       | Jour / Soir / Nuit / Fêtes O / N / N / N                                                                                         | Voy. / an — | Dépôt Villebon-sur-Yvette et Marcoussis                                                                                          |
| 14    | Desserte : - Villes et lieux desservis : Palaiseau (centre de l'Yvette de l'ENSTA Paris Tech, château d'Ardenay, Collège César-Franck, collège Charles-Péguy, collège et lycée Saint-Martin, école polytechnique, école Sainte-Jeanne-d'Arc, fort de Palaiseau, lycée Camille-Claudel, mairie, maison des jeunes et de la culture, musée du Hurepoix, ONERA, parc d'Ardenay, parc Jean-Pierre-Chabrol, parc de l'Hôtel de Ville, poste, sous-préfecture, zones d'activités Émile Baudot et Les Glaises) et Massy - Gares desservie : Palaiseau - Villebon, Palaiseau et Massy - Palaiseau | | | | | | | | |
| 14    | Autre : - Zone traversée : 4 - Arrêts non accessibles aux UFR : — - Amplitudes horaires : La ligne est en service du lundi au vendredi de 6 h 30 à 20 h 25 et le samedi de 8 h 25 à 13 h 35. - Particularités : Du lundi au vendredi en période scolaire, des courses observent une desserte circulaire du quartier Camille Claudel, aux heures d'entrées et sorties des élèves du collège César-Franck et du lycée Camille-Claudel. - Historique : La ligne résulte de la fusion des lignes 20.03 et 20.07 depuis le 3 novembre 2011. - Date de dernière mise à jour : 5 janvier 2023. | | | | | | | | |
| 14    | Dernière actualisation : — | | | | | | | | |
| 15    | Vélizy 2 ⥋ Gare de Massy - Palaiseau | Vélizy 2 ⥋ Gare de Massy - Palaiseau                                                                                             | Vélizy 2 ⥋ Gare de Massy - Palaiseau                                                                                             | Vélizy 2 ⥋ Gare de Massy - Palaiseau                                                                                             | Vélizy 2 ⥋ Gare de Massy - Palaiseau                                                                                             | Vélizy 2 ⥋ Gare de Massy - Palaiseau                                                                                             | Vélizy 2 ⥋ Gare de Massy - Palaiseau                                                                                             | Vélizy 2 ⥋ Gare de Massy - Palaiseau                                                                                             | Vélizy 2 ⥋ Gare de Massy - Palaiseau                                                                                             |
| 15    | Ouverture / Fermeture — / — | Longueur — | Durée 30-50 min | Nb. d’arrêts 30 | Matériel — | Jours de fonctionnement L, Ma, Me, J, V, S                                                                                       | Jour / Soir / Nuit / Fêtes O / N / N / N                                                                                         | Voy. / an — | Dépôt Villebon-sur-Yvette |
| 15    | Desserte : - Villes et lieux desservis : Vélizy-Villacoublay (centre commercial Vélizy 2, parc d'activités Inovel Parc Nord), Meudon, Clamart, Bièvres (bois du Loup Pendu, église Saint-Martin-de-Bièvres, ITEP Clairval, mairie, musée de la photographie), Igny , Palaiseau et Massy (lycée Fustel-de-Coulanges, lycée professionnel du Parc de Vilgénis, parc de Vilgénis) - Gares desservies : Bièvres et Massy - Palaiseau | | | | | | | | |
| 15    | Autre : - Zone traversée : 4 - Arrêts non accessibles aux UFR : — - Amplitudes horaires : La ligne est en service du lundi au vendredi de 5 h 50 à 21 h 50 et le samedi de 6 h 40 à 22 h 5. - Date de dernière mise à jour : 28 juillet 2022. | | | | | | | | |
| 15    | Dernière actualisation : — | | | | | | | | |
| 16    | Saclay — Razel ⥋ Gare d'Igny | Saclay — Razel ⥋ Gare d'Igny | Saclay — Razel ⥋ Gare d'Igny | Saclay — Razel ⥋ Gare d'Igny | Saclay — Razel ⥋ Gare d'Igny | Saclay — Razel ⥋ Gare d'Igny | Saclay — Razel ⥋ Gare d'Igny | Saclay — Razel ⥋ Gare d'Igny | Saclay — Razel ⥋ Gare d'Igny |
| 16    | Ouverture / Fermeture 3 novembre 2011 / — | Longueur 6,50 km | Durée 15 min | Nb. d’arrêts 11 | Matériel — | Jours de fonctionnement L, Ma, Me, J, V                                                                                          | Jour / Soir / Nuit / Fêtes O / N / N / N                                                                                         | Voy. / an — | Dépôt — |
| 16    | Desserte : - Villes et lieux desservis : Saclay (domaine technologique de Saclay, mairie), Vauhallan (cimetière, ferme des Arpentis, gymnase des Sablons, mairie) et Igny (lycée Saint-Nicolas, mairie) - Gare desservie : Igny | | | | | | | | |
| 16    | Autre : - Zone traversée : 4 - Arrêts non accessibles aux UFR : — - Amplitudes horaires : La ligne est en service du lundi au vendredi de 6 h 40 à 9 h 20 puis de 16 h 35 à 19 h 35. - Date de dernière mise à jour : 5 janvier 2023. | | | | | | | | |
| 16    | Dernière actualisation : — | | | | | | | | |
| 17    | Gare du Guichet RER ⥋ Gare d'Épinay-sur-Orge RER | Gare du Guichet RER ⥋ Gare d'Épinay-sur-Orge RER                                                                                 | Gare du Guichet RER ⥋ Gare d'Épinay-sur-Orge RER                                                                                 | Gare du Guichet RER ⥋ Gare d'Épinay-sur-Orge RER                                                                                 | Gare du Guichet RER ⥋ Gare d'Épinay-sur-Orge RER                                                                                 | Gare du Guichet RER ⥋ Gare d'Épinay-sur-Orge RER                                                                                 | Gare du Guichet RER ⥋ Gare d'Épinay-sur-Orge RER                                                                                 | Gare du Guichet RER ⥋ Gare d'Épinay-sur-Orge RER                                                                                 | Gare du Guichet RER ⥋ Gare d'Épinay-sur-Orge RER                                                                                 |
| 17    | Ouverture / Fermeture — / — | Longueur — | Durée 40 min | Nb. d’arrêts 29 | Matériel Citaro K C2 Citaro K Facelift                                                                                           | Jours de fonctionnement L, Ma, Me, J, V, S                                                                                       | Jour / Soir / Nuit / Fêtes O / N / N / N                                                                                         | Voy. / an — | Dépôt Marcoussis |
| 17    | Desserte : - Villes et lieux desservis : Orsay, Les Ulis, Nozay, La Ville-du-Bois, Ballainvilliers et Épinay-sur-Orge - Gares desservies : Gare du Guichet, Gare d'Épinay-sur-Orge | | | | | | | | |
| 17    | Autre : - Zone traversée : 5. - Arrêts non accessibles aux UFR : — - Amplitudes horaires : La ligne fonctionne du lundi au vendredi de 5 h 55 à 19 h 40 et le samedi de 9 h 0 à 18 h 0. - Particularités : L' arrêt Pylandries est desservi uniquement vers Le Guichet RER et l' arrêt Versailles est desservi uniquement vers Épinay-Sur-Orge RER. - Date de dernière mise à jour : 5 janvier 2023. | | | | | | | | |
| 17    | Dernière actualisation : — | | | | | | | | |
| 18    | Gare de Palaiseau - Villebon ⥋ Centre Commercial Villebon 2 | Gare de Palaiseau - Villebon ⥋ Centre Commercial Villebon 2                                                                      | Gare de Palaiseau - Villebon ⥋ Centre Commercial Villebon 2                                                                      | Gare de Palaiseau - Villebon ⥋ Centre Commercial Villebon 2                                                                      | Gare de Palaiseau - Villebon ⥋ Centre Commercial Villebon 2                                                                      | Gare de Palaiseau - Villebon ⥋ Centre Commercial Villebon 2                                                                      | Gare de Palaiseau - Villebon ⥋ Centre Commercial Villebon 2                                                                      | Gare de Palaiseau - Villebon ⥋ Centre Commercial Villebon 2                                                                      | Gare de Palaiseau - Villebon ⥋ Centre Commercial Villebon 2                                                                      |
| 18    | Ouverture / Fermeture — / — | Longueur — | Durée 5-10 min | Nb. d’arrêts 6 | Matériel — | Jours de fonctionnement L, Ma, Me, J, V                                                                                          | Jour / Soir / Nuit / Fêtes O / N / N / N                                                                                         | Voy. / an — | Dépôt Villebon-sur-Yvette |
| 18    | Desserte : - Villes et lieux desservis : Villebon-sur-Yvette (centre commercial Villebon 2, hippodrome, zone d'activités de La Bretèche) et Palaiseau - Gare desservie : Palaiseau - Villebon | | | | | | | | |
| 18    | Autre : - Zone traversée : 4 - Arrêts non accessibles aux UFR : — - Amplitudes horaires : La ligne est en service du lundi au vendredi de 6 h 10 à 21 h 50. - Date de dernière mise à jour : 5 janvier 2023. | | | | | | | | |
| 18    | Dernière actualisation : — | | | | | | | | |
| 19    | Gare de Lozère ⥋ Villebon-sur-Yvette — Collège Jules Verne | Gare de Lozère ⥋ Villebon-sur-Yvette — Collège Jules Verne                                                                       | Gare de Lozère ⥋ Villebon-sur-Yvette — Collège Jules Verne                                                                       | Gare de Lozère ⥋ Villebon-sur-Yvette — Collège Jules Verne                                                                       | Gare de Lozère ⥋ Villebon-sur-Yvette — Collège Jules Verne                                                                       | Gare de Lozère ⥋ Villebon-sur-Yvette — Collège Jules Verne                                                                       | Gare de Lozère ⥋ Villebon-sur-Yvette — Collège Jules Verne                                                                       | Gare de Lozère ⥋ Villebon-sur-Yvette — Collège Jules Verne                                                                       | Gare de Lozère ⥋ Villebon-sur-Yvette — Collège Jules Verne                                                                       |
| 19    | Ouverture / Fermeture 18 mars 2013 / — | Longueur — | Durée 10-15 min | Nb. d’arrêts 7 | Matériel — | Jours de fonctionnement L, Ma, Me, J, V                                                                                          | Jour / Soir / Nuit / Fêtes O / N / N / N                                                                                         | Voy. / an — | Dépôt — |
| 19    | Desserte : - Villes et lieux desservis : Palaiseau (stade de rugby) et Villebon-sur-Yvette (complexe sportif Saint-Exupéry, collège Jules-Verne, hippodrome, mairie) - Gares desservies : Lozère | | | | | | | | |
| 19    | Autre : - Zone traversée : 4 - Arrêts non accessibles aux UFR : — - Amplitudes horaires : La ligne est en service du lundi au vendredi de 6 h 15 à 20 h 30. - Date de dernière mise à jour : 28 juillet 2022. | | | | | | | | |
| 19    | Dernière actualisation : — | | | | | | | | |

### Lignes de 20 à 29
| Ligne | Caractéristiques | Caractéristiques                                                        | Caractéristiques                                                        | Caractéristiques                                                        | Caractéristiques                                                        | Caractéristiques                                                        | Caractéristiques                                                        | Caractéristiques                                                        | Caractéristiques                                                        |
| 20    | Bures-sur-Yvette — Briand ⥋ Bures-sur-Yvette — Collège de la Guyonnerie | Bures-sur-Yvette — Briand ⥋ Bures-sur-Yvette — Collège de la Guyonnerie | Bures-sur-Yvette — Briand ⥋ Bures-sur-Yvette — Collège de la Guyonnerie | Bures-sur-Yvette — Briand ⥋ Bures-sur-Yvette — Collège de la Guyonnerie | Bures-sur-Yvette — Briand ⥋ Bures-sur-Yvette — Collège de la Guyonnerie | Bures-sur-Yvette — Briand ⥋ Bures-sur-Yvette — Collège de la Guyonnerie | Bures-sur-Yvette — Briand ⥋ Bures-sur-Yvette — Collège de la Guyonnerie | Bures-sur-Yvette — Briand ⥋ Bures-sur-Yvette — Collège de la Guyonnerie | Bures-sur-Yvette — Briand ⥋ Bures-sur-Yvette — Collège de la Guyonnerie |
| ----- | --- | ----------------------------------------------------------------------- | ----------------------------------------------------------------------- | ----------------------------------------------------------------------- | ----------------------------------------------------------------------- | ----------------------------------------------------------------------- | ----------------------------------------------------------------------- | ----------------------------------------------------------------------- | ----------------------------------------------------------------------- |
| 20    | Ouverture / Fermeture — / — | Longueur 8,35 km                                                        | Durée 25 min                                                            | Nb. d’arrêts 16                                                         | Matériel Urbino 12                                                      | Jours de fonctionnement L, Ma, Me, J, V                                 | Jour / Soir / Nuit / Fêtes O / N / N / N                                | Voy. / an —                                                             | Dépôt —                                                                 |
| 20    | Desserte : - Villes et lieux desservis : Bures-sur-Yvette (collège de la Guyonnerie, IHES, mairie, musée de l'optomérie, parc de Montjay) et Gometz-le-Châtel - Gare desservie : Bures-sur-Yvette |                                                                         |                                                                         |                                                                         |                                                                         |                                                                         |                                                                         |                                                                         |                                                                         |
| 20    | Autre : - Zone traversée : 5 - Arrêts non accessibles aux UFR : — - Amplitudes horaires : La ligne est en service du lundi au vendredi de 7 h 35 à 9 h 10 puis de 16 h 10 à 17 h 45, excepté le mercredi, de 11 h 40 à 13 h 10. - Date de dernière mise à jour : 28 juillet 2022. |                                                                         |                                                                         |                                                                         |                                                                         |                                                                         |                                                                         |                                                                         |                                                                         |
| 20    | Dernière actualisation : — |                                                                         |                                                                         |                                                                         |                                                                         |                                                                         |                                                                         |                                                                         |                                                                         |
| 4621  | Centre commercial Ulis 2 ⥋ Massy - Gare de Massy-Palaiseau | Centre commercial Ulis 2 ⥋ Massy - Gare de Massy-Palaiseau              | Centre commercial Ulis 2 ⥋ Massy - Gare de Massy-Palaiseau              | Centre commercial Ulis 2 ⥋ Massy - Gare de Massy-Palaiseau              | Centre commercial Ulis 2 ⥋ Massy - Gare de Massy-Palaiseau              | Centre commercial Ulis 2 ⥋ Massy - Gare de Massy-Palaiseau              | Centre commercial Ulis 2 ⥋ Massy - Gare de Massy-Palaiseau              | Centre commercial Ulis 2 ⥋ Massy - Gare de Massy-Palaiseau              | Centre commercial Ulis 2 ⥋ Massy - Gare de Massy-Palaiseau              |
| 4621  | Ouverture / Fermeture — / — | Longueur - km                                                           | Durée 35-45 min                                                         | Nb. d’arrêts 13                                                         | Matériel Citaro II CNG GX 327 GX 337 Urbanway 12                        | Jours de fonctionnement L, Ma, Me, J, V                                 | Jour / Soir / Nuit / Fêtes O / N / N / N                                | Voy. / an —                                                             | Dépôt —                                                                 |
| 4621  | Desserte : - Villes et lieux desservis : Les Ulis (centre commercial Ulis 2, centre de loisirs Les Amonts, collège Aimé-Césaire, commissariat, établissement français du sang, gymnase des Bathes, lycée de l'Essouriau, mairie, maison du Don, mini-parc du Vergers, parc Nord, piscine), Orsay (collège de Mondétour, groupe scolaire de Mondétour) et Villebon-sur-Yvette (parc d'activités de Courtabœuf) |                                                                         |                                                                         |                                                                         |                                                                         |                                                                         |                                                                         |                                                                         |                                                                         |
| 4621  | Autre : - Zone traversée : 5 - Arrêts non accessibles aux UFR : — - Amplitudes horaires : La ligne est en service du lundi au vendredi de 7 h à 10 h puis de 16 h à 20 h. - Date de dernière mise à jour : 22 avril 2025. |                                                                         |                                                                         |                                                                         |                                                                         |                                                                         |                                                                         |                                                                         |                                                                         |
| 4621  | Dernière actualisation : — |                                                                         |                                                                         |                                                                         |                                                                         |                                                                         |                                                                         |                                                                         |                                                                         |
| 4622  | Circulaire ⥋ Gare de Massy - Palaiseau via Courtabœuf Nord | Circulaire ⥋ Gare de Massy - Palaiseau via Courtabœuf Nord              | Circulaire ⥋ Gare de Massy - Palaiseau via Courtabœuf Nord              | Circulaire ⥋ Gare de Massy - Palaiseau via Courtabœuf Nord              | Circulaire ⥋ Gare de Massy - Palaiseau via Courtabœuf Nord              | Circulaire ⥋ Gare de Massy - Palaiseau via Courtabœuf Nord              | Circulaire ⥋ Gare de Massy - Palaiseau via Courtabœuf Nord              | Circulaire ⥋ Gare de Massy - Palaiseau via Courtabœuf Nord              | Circulaire ⥋ Gare de Massy - Palaiseau via Courtabœuf Nord              |
| 4622  | Ouverture / Fermeture 2 septembre 2013 / — | Longueur 17,35 km                                                       | Durée 30-45 min                                                         | Nb. d’arrêts 26                                                         | Matériel Citaro II CNG GX 327 GX 337                                    | Jours de fonctionnement L, Ma, Me, J, V                                 | Jour / Soir / Nuit / Fêtes O / N / N / N                                | Voy. / an —                                                             | Dépôt Marcoussis                                                        |
| 4622  | Desserte : - Villes et lieux desservis : Villejust (château d'eau) et Massy - Gare desservie : Massy - Palaiseau |                                                                         |                                                                         |                                                                         |                                                                         |                                                                         |                                                                         |                                                                         |                                                                         |
| 4622  | Autre : - Zones traversées : 4 à 5 - Arrêts non accessibles aux UFR : — - Amplitudes horaires : La ligne est en service du lundi au vendredi de 4 h 55 à 22 h 20. - Particularités : Le service est assuré de début de service jusqu'à 14 h en direction des Ulis puis dans le sens inverse jusqu'en fin de service. - Date de dernière mise à jour : 22 avril 2025.                                          |                                                                         |                                                                         |                                                                         |                                                                         |                                                                         |                                                                         |                                                                         |                                                                         |
| 4622  | Dernière actualisation : — |                                                                         |                                                                         |                                                                         |                                                                         |                                                                         |                                                                         |                                                                         |                                                                         |

### Lignes de 110 à 119
| Ligne | Caractéristiques | Caractéristiques                                              | Caractéristiques                                              | Caractéristiques                                              | Caractéristiques                                              | Caractéristiques                                              | Caractéristiques                                              | Caractéristiques                                              | Caractéristiques                                              |
| 114   | (Circulaire) Gare d'Épinay-sur-Orge RER ⥋ via Domaine du Parc | (Circulaire) Gare d'Épinay-sur-Orge RER ⥋ via Domaine du Parc | (Circulaire) Gare d'Épinay-sur-Orge RER ⥋ via Domaine du Parc | (Circulaire) Gare d'Épinay-sur-Orge RER ⥋ via Domaine du Parc | (Circulaire) Gare d'Épinay-sur-Orge RER ⥋ via Domaine du Parc | (Circulaire) Gare d'Épinay-sur-Orge RER ⥋ via Domaine du Parc | (Circulaire) Gare d'Épinay-sur-Orge RER ⥋ via Domaine du Parc | (Circulaire) Gare d'Épinay-sur-Orge RER ⥋ via Domaine du Parc | (Circulaire) Gare d'Épinay-sur-Orge RER ⥋ via Domaine du Parc |
| ----- | --- | ------------------------------------------------------------- | ------------------------------------------------------------- | ------------------------------------------------------------- | ------------------------------------------------------------- | ------------------------------------------------------------- | ------------------------------------------------------------- | ------------------------------------------------------------- | ------------------------------------------------------------- |
| 114   | Ouverture / Fermeture — / — | Longueur 4,90 km                                              | Durée 20 min                                                  | Nb. d’arrêts 14                                               | Matériel GX 127\|Citaro                                       | Jours de fonctionnement L, Ma, Me, J, V                       | Jour / Soir / Nuit / Fêtes O / N / N / N                      | Voy. / an —                                                   | Dépôt Villebon-sur-Yvette                                     |
| 114   | Desserte : - Ville et lieux desservis : Épinay-sur-Orge (mairie, parc des Templiers). - Gare desservie : Gare d'Épinay-sur-Orge. |                                                               |                                                               |                                                               |                                                               |                                                               |                                                               |                                                               |                                                               |
| 114   | Autre : - Zones traversées : 4 et 5. - Arrêts non accessibles aux UFR : — - Amplitudes horaires : La ligne fonctionne du lundi au vendredi de 6 h 6 à 9 h 3 puis de 15 h 42 à 21 h 39. - Date de dernière mise à jour : 23 décembre 2023. |                                                               |                                                               |                                                               |                                                               |                                                               |                                                               |                                                               |                                                               |
| 114   | Dernière actualisation : — |                                                               |                                                               |                                                               |                                                               |                                                               |                                                               |                                                               |                                                               |
| 116   | (Circulaire) Gare d'Épinay-sur-Orge RER ⥋ via Collège Maurois | (Circulaire) Gare d'Épinay-sur-Orge RER ⥋ via Collège Maurois | (Circulaire) Gare d'Épinay-sur-Orge RER ⥋ via Collège Maurois | (Circulaire) Gare d'Épinay-sur-Orge RER ⥋ via Collège Maurois | (Circulaire) Gare d'Épinay-sur-Orge RER ⥋ via Collège Maurois | (Circulaire) Gare d'Épinay-sur-Orge RER ⥋ via Collège Maurois | (Circulaire) Gare d'Épinay-sur-Orge RER ⥋ via Collège Maurois | (Circulaire) Gare d'Épinay-sur-Orge RER ⥋ via Collège Maurois | (Circulaire) Gare d'Épinay-sur-Orge RER ⥋ via Collège Maurois |
| 116   | Ouverture / Fermeture — / — | Longueur 4,55 km                                              | Durée 20 min                                                  | Nb. d’arrêts 15                                               | Matériel GX 127\|Mercedes-Benz Citaro                         | Jours de fonctionnement L, Ma, Me, J, V                       | Jour / Soir / Nuit / Fêtes O / N / N / N                      | Voy. / an —                                                   | Dépôt Villebon-sur-Yvette                                     |
| 116   | Desserte : - Ville et lieux desservis : Épinay-sur-Orge (mairie, collège André-Maurois). - Gares desservies : Gare d'Épinay-sur-Orge, Gare de Petit Vaux.                                                                                 |                                                               |                                                               |                                                               |                                                               |                                                               |                                                               |                                                               |                                                               |
| 116   | Autre : - Zones traversées : 4. - Arrêts non accessibles aux UFR : — - Amplitudes horaires : La ligne fonctionne du lundi au vendredi de 6 h 26 à 9 h 23 puis de 16 h 1 à 21 h 58. - Date de dernière mise à jour : 23 décembre 2023.     |                                                               |                                                               |                                                               |                                                               |                                                               |                                                               |                                                               |                                                               |
| 116   | Dernière actualisation : — |                                                               |                                                               |                                                               |                                                               |                                                               |                                                               |                                                               |                                                               |

### Lignes S1 à S19
| Ligne | Caractéristiques | Caractéristiques                                                                           | Caractéristiques                                                                           | Caractéristiques                                                                           | Caractéristiques                                                                           | Caractéristiques                                                                           | Caractéristiques                                                                           | Caractéristiques                                                                           | Caractéristiques                                                                           |
| S1    | Villebon-sur-Yvette — Village — Collège Île-de-France ⥋ Conservatoire d'Orsay | Villebon-sur-Yvette — Village — Collège Île-de-France ⥋ Conservatoire d'Orsay              | Villebon-sur-Yvette — Village — Collège Île-de-France ⥋ Conservatoire d'Orsay              | Villebon-sur-Yvette — Village — Collège Île-de-France ⥋ Conservatoire d'Orsay              | Villebon-sur-Yvette — Village — Collège Île-de-France ⥋ Conservatoire d'Orsay              | Villebon-sur-Yvette — Village — Collège Île-de-France ⥋ Conservatoire d'Orsay              | Villebon-sur-Yvette — Village — Collège Île-de-France ⥋ Conservatoire d'Orsay              | Villebon-sur-Yvette — Village — Collège Île-de-France ⥋ Conservatoire d'Orsay              | Villebon-sur-Yvette — Village — Collège Île-de-France ⥋ Conservatoire d'Orsay              |
| ----- | --- | ------------------------------------------------------------------------------------------ | ------------------------------------------------------------------------------------------ | ------------------------------------------------------------------------------------------ | ------------------------------------------------------------------------------------------ | ------------------------------------------------------------------------------------------ | ------------------------------------------------------------------------------------------ | ------------------------------------------------------------------------------------------ | ------------------------------------------------------------------------------------------ |
| S1    | Ouverture / Fermeture — / — | Longueur 10,30 km                                                                          | Durée 30-35 min                                                                            | Nb. d’arrêts 13                                                                            | Matériel —                                                                                 | Jours de fonctionnement L, Ma, Me, J, V, S                                                 | Jour / Soir / Nuit / Fêtes O / N / N / N                                                   | Voy. / an —                                                                                | Dépôt —                                                                                    |
| S1    | Desserte : - Villes et lieux desservis : Villebon-sur-Yvette et Orsay |                                                                                            |                                                                                            |                                                                                            |                                                                                            |                                                                                            |                                                                                            |                                                                                            |                                                                                            |
| S1    | Autre : - Zones traversées : 4 à 5 - Arrêts non accessibles aux UFR : — - Amplitudes horaires : La ligne est en service en période scolaire du lundi au samedi de 7 h 20 à 8 h 55 puis de 16 h 35 à 18 h 5, excepté le mercredi, de 12 h 30 à 13 h 50 et le samedi de 12 h 30 à 13 h. - Date de dernière mise à jour : 28 juillet 2022.                                                                    |                                                                                            |                                                                                            |                                                                                            |                                                                                            |                                                                                            |                                                                                            |                                                                                            |                                                                                            |
| S1    | Dernière actualisation : — |                                                                                            |                                                                                            |                                                                                            |                                                                                            |                                                                                            |                                                                                            |                                                                                            |                                                                                            |
| S2    | Cimetière d'Orsay ⥋ Palaiseau — Lycée Camille-Claudel | Cimetière d'Orsay ⥋ Palaiseau — Lycée Camille-Claudel                                      | Cimetière d'Orsay ⥋ Palaiseau — Lycée Camille-Claudel                                      | Cimetière d'Orsay ⥋ Palaiseau — Lycée Camille-Claudel                                      | Cimetière d'Orsay ⥋ Palaiseau — Lycée Camille-Claudel                                      | Cimetière d'Orsay ⥋ Palaiseau — Lycée Camille-Claudel                                      | Cimetière d'Orsay ⥋ Palaiseau — Lycée Camille-Claudel                                      | Cimetière d'Orsay ⥋ Palaiseau — Lycée Camille-Claudel                                      | Cimetière d'Orsay ⥋ Palaiseau — Lycée Camille-Claudel                                      |
| S2    | Ouverture / Fermeture — / — | Longueur 9,55 km                                                                           | Durée 25-30 min                                                                            | Nb. d’arrêts 12                                                                            | Matériel —                                                                                 | Jours de fonctionnement L, Ma, Me, J, V                                                    | Jour / Soir / Nuit / Fêtes O / N / N / N                                                   | Voy. / an —                                                                                | Dépôt —                                                                                    |
| S2    | Desserte : - Villes et lieux desservis : Orsay, Villebon-sur-Yvette et Palaiseau - Gare desservies : Palaiseau - Villebon |                                                                                            |                                                                                            |                                                                                            |                                                                                            |                                                                                            |                                                                                            |                                                                                            |                                                                                            |
| S2    | Autre : - Zones traversées : 4 à 5 - Arrêts non accessibles aux UFR : — - Amplitudes horaires : La ligne est en service en période scolaire du lundi au vendredi de 7 h 5 à 8 h 35 puis de 17 h 15 à 18 h 40, excepté le mercredi, de 12 h 15 à 13 h 40. - Date de dernière mise à jour : 28 juillet 2022.                                                                                                 |                                                                                            |                                                                                            |                                                                                            |                                                                                            |                                                                                            |                                                                                            |                                                                                            |                                                                                            |
| S2    | Dernière actualisation : — |                                                                                            |                                                                                            |                                                                                            |                                                                                            |                                                                                            |                                                                                            |                                                                                            |                                                                                            |
| S3    | Villebon-sur-Yvette — Grand Dôme ou Schweitzer ⥋ Villebon-sur-Yvette — Collège Jules-Verne | Villebon-sur-Yvette — Grand Dôme ou Schweitzer ⥋ Villebon-sur-Yvette — Collège Jules-Verne | Villebon-sur-Yvette — Grand Dôme ou Schweitzer ⥋ Villebon-sur-Yvette — Collège Jules-Verne | Villebon-sur-Yvette — Grand Dôme ou Schweitzer ⥋ Villebon-sur-Yvette — Collège Jules-Verne | Villebon-sur-Yvette — Grand Dôme ou Schweitzer ⥋ Villebon-sur-Yvette — Collège Jules-Verne | Villebon-sur-Yvette — Grand Dôme ou Schweitzer ⥋ Villebon-sur-Yvette — Collège Jules-Verne | Villebon-sur-Yvette — Grand Dôme ou Schweitzer ⥋ Villebon-sur-Yvette — Collège Jules-Verne | Villebon-sur-Yvette — Grand Dôme ou Schweitzer ⥋ Villebon-sur-Yvette — Collège Jules-Verne | Villebon-sur-Yvette — Grand Dôme ou Schweitzer ⥋ Villebon-sur-Yvette — Collège Jules-Verne |
| S3    | Ouverture / Fermeture — / — | Longueur 8,65 km                                                                           | Durée 15-35 min                                                                            | Nb. d’arrêts 9                                                                             | Matériel —                                                                                 | Jours de fonctionnement L, Ma, Me, J, V                                                    | Jour / Soir / Nuit / Fêtes O / N / N / N                                                   | Voy. / an —                                                                                | Dépôt —                                                                                    |
| S3    | Desserte : - Ville et lieux desservis : Villebon-sur-Yvette |                                                                                            |                                                                                            |                                                                                            |                                                                                            |                                                                                            |                                                                                            |                                                                                            |                                                                                            |
| S3    | Autre : - Zone traversée : 4 - Arrêts non accessibles aux UFR : — - Amplitudes horaires : La ligne est en service en période scolaire le lundi, mardi, jeudi et vendredi de 7 h 40 à 8 h 25 puis de 16 h 10 à 17 h 50. Le mercredi, elle fonctionne de 7 h 35 à 8 h 25 puis de 12 h 30 à 13 h 5. - Date de dernière mise à jour : 28 juillet 2022.                                                         |                                                                                            |                                                                                            |                                                                                            |                                                                                            |                                                                                            |                                                                                            |                                                                                            |                                                                                            |
| S3    | Dernière actualisation : — |                                                                                            |                                                                                            |                                                                                            |                                                                                            |                                                                                            |                                                                                            |                                                                                            |                                                                                            |
| S4    | Villebon-sur-Yvette — Collège Jules-Verne ⥋ Villebon-sur-Yvette — Rue de l'Avenir | Villebon-sur-Yvette — Collège Jules-Verne ⥋ Villebon-sur-Yvette — Rue de l'Avenir          | Villebon-sur-Yvette — Collège Jules-Verne ⥋ Villebon-sur-Yvette — Rue de l'Avenir          | Villebon-sur-Yvette — Collège Jules-Verne ⥋ Villebon-sur-Yvette — Rue de l'Avenir          | Villebon-sur-Yvette — Collège Jules-Verne ⥋ Villebon-sur-Yvette — Rue de l'Avenir          | Villebon-sur-Yvette — Collège Jules-Verne ⥋ Villebon-sur-Yvette — Rue de l'Avenir          | Villebon-sur-Yvette — Collège Jules-Verne ⥋ Villebon-sur-Yvette — Rue de l'Avenir          | Villebon-sur-Yvette — Collège Jules-Verne ⥋ Villebon-sur-Yvette — Rue de l'Avenir          | Villebon-sur-Yvette — Collège Jules-Verne ⥋ Villebon-sur-Yvette — Rue de l'Avenir          |
| S4    | Ouverture / Fermeture — / — | Longueur 5,20 km                                                                           | Durée 20-30 min                                                                            | Nb. d’arrêts 8                                                                             | Matériel —                                                                                 | Jours de fonctionnement L, Ma, Me, J, V                                                    | Jour / Soir / Nuit / Fêtes O / N / N / N                                                   | Voy. / an —                                                                                | Dépôt —                                                                                    |
| S4    | Desserte : - Ville et lieux desservis : Villebon-sur-Yvette |                                                                                            |                                                                                            |                                                                                            |                                                                                            |                                                                                            |                                                                                            |                                                                                            |                                                                                            |
| S4    | Autre : - Zone traversée : 4 - Arrêts non accessibles aux UFR : — - Amplitudes horaires : La ligne est en service en période scolaire du lundi au vendredi de 7 h 50 à 8 h 20 puis de 16 h 10 à 17 h 35, excepté le mercredi, de 12 h 30 à 13 h. - Date de dernière mise à jour : 28 juillet 2022. |                                                                                            |                                                                                            |                                                                                            |                                                                                            |                                                                                            |                                                                                            |                                                                                            |                                                                                            |
| S4    | Dernière actualisation : — |                                                                                            |                                                                                            |                                                                                            |                                                                                            |                                                                                            |                                                                                            |                                                                                            |                                                                                            |
| S9    | Saclay — Gymnase de Favreuse ⥋ Orsay — Fournier | Saclay — Gymnase de Favreuse ⥋ Orsay — Fournier                                            | Saclay — Gymnase de Favreuse ⥋ Orsay — Fournier                                            | Saclay — Gymnase de Favreuse ⥋ Orsay — Fournier                                            | Saclay — Gymnase de Favreuse ⥋ Orsay — Fournier                                            | Saclay — Gymnase de Favreuse ⥋ Orsay — Fournier                                            | Saclay — Gymnase de Favreuse ⥋ Orsay — Fournier                                            | Saclay — Gymnase de Favreuse ⥋ Orsay — Fournier                                            | Saclay — Gymnase de Favreuse ⥋ Orsay — Fournier                                            |
| S9    | Ouverture / Fermeture 7 janvier 2019 / — | Longueur —                                                                                 | Durée 25-30 min                                                                            | Nb. d’arrêts 19                                                                            | Matériel —                                                                                 | Jours de fonctionnement L, Ma, Me, J, V                                                    | Jour / Soir / Nuit / Fêtes O / N / N / N                                                   | Voy. / an —                                                                                | Dépôt —                                                                                    |
| S9    | Desserte : - Villes et lieux desservis : Saclay, Saint-Aubin, Gif-sur-Yvette et Orsay - Gare desservie : Le Guichet |                                                                                            |                                                                                            |                                                                                            |                                                                                            |                                                                                            |                                                                                            |                                                                                            |                                                                                            |
| S9    | Autre : - Zones traversées : 4 et 5 - Arrêts non accessibles aux UFR : — - Amplitudes horaires : La ligne est en service en période scolaire du lundi au vendredi de 7 h 45 à 10 h 15 puis de 15 h 5 à 17 h 40 (lundi, mardi, jeudi et vendredi) / de 11 h 45 à 13 h 5 (mercredi uniquement). - Date de dernière mise à jour : 28 juillet 2022.                                                            |                                                                                            |                                                                                            |                                                                                            |                                                                                            |                                                                                            |                                                                                            |                                                                                            |                                                                                            |
| S9    | Dernière actualisation : — |                                                                                            |                                                                                            |                                                                                            |                                                                                            |                                                                                            |                                                                                            |                                                                                            |                                                                                            |
| S15   | Bièvres — Porte Jaune ⥋ Igny — Collège Émile-Zola | Bièvres — Porte Jaune ⥋ Igny — Collège Émile-Zola                                          | Bièvres — Porte Jaune ⥋ Igny — Collège Émile-Zola                                          | Bièvres — Porte Jaune ⥋ Igny — Collège Émile-Zola                                          | Bièvres — Porte Jaune ⥋ Igny — Collège Émile-Zola                                          | Bièvres — Porte Jaune ⥋ Igny — Collège Émile-Zola                                          | Bièvres — Porte Jaune ⥋ Igny — Collège Émile-Zola                                          | Bièvres — Porte Jaune ⥋ Igny — Collège Émile-Zola                                          | Bièvres — Porte Jaune ⥋ Igny — Collège Émile-Zola                                          |
| S15   | Ouverture / Fermeture 2 novembre 2015 / — | Longueur —                                                                                 | Durée 15 min                                                                               | Nb. d’arrêts 8                                                                             | Matériel —                                                                                 | Jours de fonctionnement L, Ma, Me, J, V                                                    | Jour / Soir / Nuit / Fêtes O / N / N / N                                                   | Voy. / an —                                                                                | Dépôt —                                                                                    |
| S15   | Desserte : - Villes et lieux desservis : Bièvres (bois du Loup Pendu, église Saint-Martin-de-Bièvres, ITEP Clairval, mairie, musée de la photographie), Igny (collège Émile-Zola) - Gare desservie : Bièvres |                                                                                            |                                                                                            |                                                                                            |                                                                                            |                                                                                            |                                                                                            |                                                                                            |                                                                                            |
| S15   | Autre : - Zone traversée : 4 - Arrêts non accessibles aux UFR : — - Amplitudes horaires : La ligne est en service du lundi au vendredi en période scolaire de 7 h 50 à 9 h 10 puis de 15 h 20 à 17 h 40 /, excepté le mercredi, de 11 h 40 à 13 h 35. - Date de dernière mise à jour : 28 juillet 2022. |                                                                                            |                                                                                            |                                                                                            |                                                                                            |                                                                                            |                                                                                            |                                                                                            |                                                                                            |
| S15   | Dernière actualisation : — |                                                                                            |                                                                                            |                                                                                            |                                                                                            |                                                                                            |                                                                                            |                                                                                            |                                                                                            |
| S17   | Nozay — Louise Weiss ⥋ La Ville-du-Bois — Saint-Fiacre | Nozay — Louise Weiss ⥋ La Ville-du-Bois — Saint-Fiacre                                     | Nozay — Louise Weiss ⥋ La Ville-du-Bois — Saint-Fiacre                                     | Nozay — Louise Weiss ⥋ La Ville-du-Bois — Saint-Fiacre                                     | Nozay — Louise Weiss ⥋ La Ville-du-Bois — Saint-Fiacre                                     | Nozay — Louise Weiss ⥋ La Ville-du-Bois — Saint-Fiacre                                     | Nozay — Louise Weiss ⥋ La Ville-du-Bois — Saint-Fiacre                                     | Nozay — Louise Weiss ⥋ La Ville-du-Bois — Saint-Fiacre                                     | Nozay — Louise Weiss ⥋ La Ville-du-Bois — Saint-Fiacre                                     |
| S17   | Ouverture / Fermeture — / — | Longueur 8,50 km                                                                           | Durée 15 à 20 min                                                                          | Nb. d’arrêts 18                                                                            | Matériel —                                                                                 | Jours de fonctionnement L, Ma, Me, J, V                                                    | Jour / Soir / Nuit / Fêtes O / N / N / N                                                   | Voy. / an —                                                                                | Dépôt —                                                                                    |
| S17   | Desserte : - Villes et lieux desservis : Nozay et La Ville-du-Bois |                                                                                            |                                                                                            |                                                                                            |                                                                                            |                                                                                            |                                                                                            |                                                                                            |                                                                                            |
| S17   | Autre : - Zone traversée : 5 - Arrêts non accessibles aux UFR : — - Amplitudes horaires : La ligne fonctionne du lundi au vendredi en période scolaire de 8 h 5 à 9 h 15 puis de 14 h 45 à 17 h 20 / 11 h 45 à 13 h (le mercredi uniquement). - Particularités : L' arrêt Carrières est desservi uniquement le matin en direction de Nozay-Louise Weiss. - Date de dernière mise à jour : 28 juillet 2022. |                                                                                            |                                                                                            |                                                                                            |                                                                                            |                                                                                            |                                                                                            |                                                                                            |                                                                                            |
| S17   | Dernière actualisation : — |                                                                                            |                                                                                            |                                                                                            |                                                                                            |                                                                                            |                                                                                            |                                                                                            |                                                                                            |

### Lignes Express
| Ligne | Caractéristiques | Caractéristiques                                                                                        | Caractéristiques                                                                                        | Caractéristiques                                                                                        | Caractéristiques                                                                                        | Caractéristiques                                                                                        | Caractéristiques                                                                                        | Caractéristiques                                                                                        | Caractéristiques                                                                                        |
| 60    | Vélizy-Villacoublay – Europe Sud ⥋ Gare de Massy - Palaiseau RER | Vélizy-Villacoublay – Europe Sud ⥋ Gare de Massy - Palaiseau RER                                        | Vélizy-Villacoublay – Europe Sud ⥋ Gare de Massy - Palaiseau RER                                        | Vélizy-Villacoublay – Europe Sud ⥋ Gare de Massy - Palaiseau RER                                        | Vélizy-Villacoublay – Europe Sud ⥋ Gare de Massy - Palaiseau RER                                        | Vélizy-Villacoublay – Europe Sud ⥋ Gare de Massy - Palaiseau RER                                        | Vélizy-Villacoublay – Europe Sud ⥋ Gare de Massy - Palaiseau RER                                        | Vélizy-Villacoublay – Europe Sud ⥋ Gare de Massy - Palaiseau RER                                        | Vélizy-Villacoublay – Europe Sud ⥋ Gare de Massy - Palaiseau RER                                        |
| ----- | --- | --- | --- | --- | --- | --- | --- | --- | --- |
| 60    | Ouverture / Fermeture — / — | Longueur 20,35 km                                                                                       | Durée 30-45 min                                                                                         | Nb. d’arrêts 13                                                                                         | Matériel —                                                                                              | Jours de fonctionnement L, Ma, Me, J, V, S, D                                                           | Jour / Soir / Nuit / Fêtes O / N / N / N                                                                | Voy. / an —                                                                                             | Dépôt Vélizy-Villacoublay et Marcoussis                                                                 |
| 60    | Desserte : - Villes et lieux desservis : Vélizy-Villacoublay et Massy - Station et gare desservies : Dewoitine et Vélizy 2 (T6), Gare de Massy - Palaiseau, Gare de Massy TGV. | | | | | | | | |
| 60    | Autre : - Zones traversées : 3 et 4 - Arrêt non accessible aux UFR : Aucun - Amplitudes horaires : La ligne fonctionne du lundi au samedi de 5 h 30 à 22 h et le dimanche de 9 h à 20 h 50. - Particularités : Les arrêts Art de Vivre - L'Usine et André Citroën sont desservis du lundi au samedi à partir de 9 h en direction de Vélizy et jusqu'à 16 h en direction de Massy du lundi au vendredi. - Date de dernière mise à jour : 5 janvier 2023. | | | | | | | | |
| 60    | Dernière actualisation : — | | | | | | | | |
| 91.05 | Palaiseau - Polytechnique Vauve ⥋ Gare d'Évry-Courcouronnes RER | Palaiseau - Polytechnique Vauve ⥋ Gare d'Évry-Courcouronnes RER                                         | Palaiseau - Polytechnique Vauve ⥋ Gare d'Évry-Courcouronnes RER                                         | Palaiseau - Polytechnique Vauve ⥋ Gare d'Évry-Courcouronnes RER                                         | Palaiseau - Polytechnique Vauve ⥋ Gare d'Évry-Courcouronnes RER                                         | Palaiseau - Polytechnique Vauve ⥋ Gare d'Évry-Courcouronnes RER                                         | Palaiseau - Polytechnique Vauve ⥋ Gare d'Évry-Courcouronnes RER                                         | Palaiseau - Polytechnique Vauve ⥋ Gare d'Évry-Courcouronnes RER                                         | Palaiseau - Polytechnique Vauve ⥋ Gare d'Évry-Courcouronnes RER                                         |
| 91.05 | Ouverture / Fermeture — / — | Longueur —                                                                                              | Durée 20-65 min                                                                                         | Nb. d’arrêts 15                                                                                         | Matériel —                                                                                              | Jours de fonctionnement L, Ma, Me, J, V, S                                                              | Jour / Soir / Nuit / Fêtes O / N / N / N                                                                | Voy. / an —                                                                                             | Dépôt Marcoussis et Villebon-sur-Yvette                                                                 |
| 91.05 | Desserte : - Villes et lieux desservis : Palaiseau, Orsay, Les Ulis, Linas, Sainte-Geneviève-des-Bois et Évry-Courcouronnes. - Gares desservies : Gare du Guichet, Gare d'Évry-Courcouronnes | | | | | | | | |
| 91.05 | Autre : - Zones traversées : 4 à 5 - Arrêts non accessibles aux UFR : — - Amplitudes horaires : La ligne est en service du lundi au vendredi de 5 h 30 à 22 h et le samedi de 6 h à 21 h 50. - Particularités : - - Date de dernière mise à jour : 4 septembre 2024. | | | | | | | | |
| 91.05 | Dernière actualisation : — | | | | | | | | |
| 91.06 | Gare de Massy - Palaiseau RER ⥋ Saclay - Christ de Saclay (Circuit A) / Gare du Guichet RER (Circuit B) | Gare de Massy - Palaiseau RER ⥋ Saclay - Christ de Saclay (Circuit A) / Gare du Guichet RER (Circuit B) | Gare de Massy - Palaiseau RER ⥋ Saclay - Christ de Saclay (Circuit A) / Gare du Guichet RER (Circuit B) | Gare de Massy - Palaiseau RER ⥋ Saclay - Christ de Saclay (Circuit A) / Gare du Guichet RER (Circuit B) | Gare de Massy - Palaiseau RER ⥋ Saclay - Christ de Saclay (Circuit A) / Gare du Guichet RER (Circuit B) | Gare de Massy - Palaiseau RER ⥋ Saclay - Christ de Saclay (Circuit A) / Gare du Guichet RER (Circuit B) | Gare de Massy - Palaiseau RER ⥋ Saclay - Christ de Saclay (Circuit A) / Gare du Guichet RER (Circuit B) | Gare de Massy - Palaiseau RER ⥋ Saclay - Christ de Saclay (Circuit A) / Gare du Guichet RER (Circuit B) | Gare de Massy - Palaiseau RER ⥋ Saclay - Christ de Saclay (Circuit A) / Gare du Guichet RER (Circuit B) |
| 91.06 | Ouverture / Fermeture — / — | Longueur —                                                                                              | Durée 30 / 20 min                                                                                       | Nb. d’arrêts 18 / 14                                                                                    | Matériel Urbanway 18 GNV ZF Urbino III Citaro GC2 Ü Citelis 18                                          | Jours de fonctionnement L, Ma, Me, J, V, S, D                                                           | Jour / Soir / Nuit / Fêtes O / O / N / O                                                                | Voy. / an —                                                                                             | Dépôt Razel Bec                                                                                         |
| 91.06 | Desserte : - Ville et lieux desservis : Massy, Palaiseau, Orsay, Gif-sur-Yvette, Saint-Aubin et Saclay. - Gares desservies : Gare de Massy - Palaiseau, Gare de Massy TGV et Gare du Guichet. | | | | | | | | |
| 91.06 | Autre : - Zones traversées : 4 et 5 - Arrêts non accessibles aux UFR : Aucun - Amplitudes horaires : La ligne fonctionne du lundi au vendredi de 6 h à 0 h 30 et le week-end et jours fériés jusqu'à 0 h 25. - Particularités : du lundi au vendredi en heures de pointe, un bus sur deux fonctionne entre les gares du Guichet et de Massy - Palaiseau. - Date de dernière mise à jour : 5 janvier 2023.                                               | | | | | | | | |
| 91.06 | Dernière actualisation : — | | | | | | | | |
| 91.08 | Mairie des Ulis (Circuits A et C) / Polytechnique - Vauve (Circuit B) ⥋ Vélizy 2 | Mairie des Ulis (Circuits A et C) / Polytechnique - Vauve (Circuit B) ⥋ Vélizy 2                        | Mairie des Ulis (Circuits A et C) / Polytechnique - Vauve (Circuit B) ⥋ Vélizy 2                        | Mairie des Ulis (Circuits A et C) / Polytechnique - Vauve (Circuit B) ⥋ Vélizy 2                        | Mairie des Ulis (Circuits A et C) / Polytechnique - Vauve (Circuit B) ⥋ Vélizy 2                        | Mairie des Ulis (Circuits A et C) / Polytechnique - Vauve (Circuit B) ⥋ Vélizy 2                        | Mairie des Ulis (Circuits A et C) / Polytechnique - Vauve (Circuit B) ⥋ Vélizy 2                        | Mairie des Ulis (Circuits A et C) / Polytechnique - Vauve (Circuit B) ⥋ Vélizy 2                        | Mairie des Ulis (Circuits A et C) / Polytechnique - Vauve (Circuit B) ⥋ Vélizy 2                        |
| 91.08 | Ouverture / Fermeture 22 septembre 2000 / — | Longueur —                                                                                              | Durée 20-40 min                                                                                         | Nb. d’arrêts 8                                                                                          | Matériel —                                                                                              | Jours de fonctionnement L, Ma, Me, J, V, S                                                              | Jour / Soir / Nuit / Fêtes O / N / N / N                                                                | Voy. / an —                                                                                             | Dépôt Marcoussis, Vélizy-Villacoublay et Villebon-sur-Yvette                                            |
| 91.08 | Desserte : - Villes et lieux desservis : Les Ulis, Orsay, Palaiseau, Saclay et Vélizy-Villacoublay. - Stations et gares desservies : Gare du Guichet, Vélizy 2 (T6). | | | | | | | | |
| 91.08 | Autre : - Zones traversées : 3 et 5 - Arrêts non accessibles aux UFR : — - Amplitudes horaires : La ligne est en service du lundi au vendredi de 6 h 5 à 20 h 20 et le samedi de 6 h à 20 h 30. - Date de dernière mise à jour : 28 août 2022. | | | | | | | | |
| 91.08 | Dernière actualisation : — | | | | | | | | |

### Lignes de DM10 à DM19
| Ligne | Caractéristiques | Caractéristiques | Caractéristiques | Caractéristiques | Caractéristiques | Caractéristiques | Caractéristiques | Caractéristiques | Caractéristiques |
| DM10A | Gare d'Orsay-Ville RER ⥋ Marcoussis - Z.I. Fonds des Prés | Gare d'Orsay-Ville RER ⥋ Marcoussis - Z.I. Fonds des Prés | Gare d'Orsay-Ville RER ⥋ Marcoussis - Z.I. Fonds des Prés | Gare d'Orsay-Ville RER ⥋ Marcoussis - Z.I. Fonds des Prés | Gare d'Orsay-Ville RER ⥋ Marcoussis - Z.I. Fonds des Prés | Gare d'Orsay-Ville RER ⥋ Marcoussis - Z.I. Fonds des Prés | Gare d'Orsay-Ville RER ⥋ Marcoussis - Z.I. Fonds des Prés | Gare d'Orsay-Ville RER ⥋ Marcoussis - Z.I. Fonds des Prés | Gare d'Orsay-Ville RER ⥋ Marcoussis - Z.I. Fonds des Prés |
| ----- | --- | --- | --- | --- | --- | --- | --- | --- | --- |
| DM10A | Ouverture / Fermeture — / — | Longueur 28,65 km | Durée 15 à 60 min | Nb. d’arrêts 26 | Matériel Citaro C2 | Jours de fonctionnement L, Ma, Me, J, V, S | Jour / Soir / Nuit / Fêtes O / N / N / N | Voy. / an — | Dépôt Marcoussis |
| DM10A | Desserte : - Villes et lieux desservis : Orsay (IUT, lycée Blaise Pascal), Les Ulis (lycée de l'Essouriau, cimetière de l'Orme à Moineaux), Villejust et Marcoussis (parc d'activités de la Fontaine de Jouvence, château de Montagu, mairie, collège Pierre Mendès-France, cimetière, centre national du rugby, forêt départementale de Bellejame, parc de l'Étang Neuf, stade Pierre Camou, zone industrielle Fonds des Prés). - Gare desservie : Gare d'Orsay-Ville. | | | | | | | | |
| DM10A | Autre : - Zone traversée : 5 - Arrêts non accessibles aux UFR : - - Amplitudes horaires : La ligne fonctionne du lundi au vendredi de 6 h 25 à 20 h 25 et le samedi de 7 h 50 à 13 h 10. - Particularités : - Les dessertes de la ligne se décomposent comme indiqué ci-dessous : - Circuit A : ce circuit ne dessert pas l'arrêt République - Rue Louis Soccard dans Orsay, ni Thomas et Essouriau dans Les Ulis, ni la ville de Villejust, ni Fontaine de Jouvence et La Folie Bessin dans Marcoussis et observe l'arrêt Cimetière - L'Orme à Moineaux à raison d'un aller et de deux retours du lundi au vendredi ; - Circuit B : ce circuit ne dessert pas l'arrêt République - Rue Louis Soccard dans Orsay, ni La Queue d'Oiseau dans Les Ulis, ni la ville de Villejust, ni Fontaine de Jouvence et La Folie Bessin dans Marcoussis ; il observe l'arrêt Cimetière - L'Orme à Moineaux à raison d'un retour du lundi au vendredi. Quant à son amplitude horaire, les trajets en direction d'Orsay se terminent en début d'après-midi et ceux en direction de Marcoussis commencent en début de matinée ; - Circuit C : ce circuit ne dessert ni Les Ulis, ni l'arrêt La Folie Bessin - L'Orme à Moineaux dans Marcoussis, n'observe la desserte de Fontaine de Jouvence qu'en direction d'Orsay et fonctionne du lundi au vendredi, sauf pendant les grandes vacances scolaires, à raison d'un aller le matin et d'un retour le soir ; - Circuit D : ce circuit circule uniquement de Marcoussis vers Essouriau, est direct dès l'arrêt La Folie Bessin - L'Orme à Moineaux ; il est en service uniquement en période scolaire à raison d'un aller le matin et d'une seconde desserte le jeudi ; - Circuit E : ce circuit circule uniquement entre ZI Fonds des Prés et Mairie de Marcoussis, seulement du lundi au vendredi en période scolaire à raison d'un aller le matin et d'un retour l'après-midi, sauf le mercredi. - Date de dernière mise à jour : 17 août 2022. | | | | | | | | |
| DM10A | Dernière actualisation : — | | | | | | | | |
| DM10S | Les Ulis — Essouriau ⥋ Montlhéry — Paul Fort | Les Ulis — Essouriau ⥋ Montlhéry — Paul Fort | Les Ulis — Essouriau ⥋ Montlhéry — Paul Fort | Les Ulis — Essouriau ⥋ Montlhéry — Paul Fort | Les Ulis — Essouriau ⥋ Montlhéry — Paul Fort | Les Ulis — Essouriau ⥋ Montlhéry — Paul Fort | Les Ulis — Essouriau ⥋ Montlhéry — Paul Fort | Les Ulis — Essouriau ⥋ Montlhéry — Paul Fort | Les Ulis — Essouriau ⥋ Montlhéry — Paul Fort |
| DM10S | Ouverture / Fermeture — / — | Longueur 16,15 km | Durée 25 à 35 min | Nb. d’arrêts 18 | Matériel Mercedes-Benz Intouro Citaro II G Lion's City G | Jours de fonctionnement L, Ma, Me, J, V, S | Jour / Soir / Nuit / Fêtes O / N / N / N | Voy. / an — | Dépôt Marcoussis |
| DM10S | Desserte : - Villes et lieux desservis : Les Ulis, Villejust, Nozay et Montlhéry | | | | | | | | |
| DM10S | Autre : - Zone traversée : 5 - Arrêts non accessibles aux UFR : — - Amplitudes horaires : La ligne fonctionne du lundi au vendredi en période scolaire de 7 h 40 à 10 h 15 puis de 14 h 10 à 18 h 40 / 13 h 10 à 18 h 40 (le mercredi uniquement) et le samedi de 7 h 40 à 9 h 50 puis de 11 h 40 à 13 h 10. - Particularités : La ligne part de République uniquement le mercredi en période scolaire à raison d'un passage le midi. - Date de dernière mise à jour : 26 août 2022. | | | | | | | | |
| DM10S | Dernière actualisation : — | | | | | | | | |
| DM11A | Gare de Massy - Palaiseau RER (Circuits B, C et D) / Nozay - Jules Verne (Circuit A) ⥋ Montlhéry - Tourangelle (Circuit D) / Montlhéry - Place de l’Europe (Circuit C) / Sainte-Geneviève-des-Bois - Piscine (Circuits A et B) | Gare de Massy - Palaiseau RER (Circuits B, C et D) / Nozay - Jules Verne (Circuit A) ⥋ Montlhéry - Tourangelle (Circuit D) / Montlhéry - Place de l’Europe (Circuit C) / Sainte-Geneviève-des-Bois - Piscine (Circuits A et B)                                                            | Gare de Massy - Palaiseau RER (Circuits B, C et D) / Nozay - Jules Verne (Circuit A) ⥋ Montlhéry - Tourangelle (Circuit D) / Montlhéry - Place de l’Europe (Circuit C) / Sainte-Geneviève-des-Bois - Piscine (Circuits A et B)                                                            | Gare de Massy - Palaiseau RER (Circuits B, C et D) / Nozay - Jules Verne (Circuit A) ⥋ Montlhéry - Tourangelle (Circuit D) / Montlhéry - Place de l’Europe (Circuit C) / Sainte-Geneviève-des-Bois - Piscine (Circuits A et B)                                                            | Gare de Massy - Palaiseau RER (Circuits B, C et D) / Nozay - Jules Verne (Circuit A) ⥋ Montlhéry - Tourangelle (Circuit D) / Montlhéry - Place de l’Europe (Circuit C) / Sainte-Geneviève-des-Bois - Piscine (Circuits A et B)                                                            | Gare de Massy - Palaiseau RER (Circuits B, C et D) / Nozay - Jules Verne (Circuit A) ⥋ Montlhéry - Tourangelle (Circuit D) / Montlhéry - Place de l’Europe (Circuit C) / Sainte-Geneviève-des-Bois - Piscine (Circuits A et B)                                                            | Gare de Massy - Palaiseau RER (Circuits B, C et D) / Nozay - Jules Verne (Circuit A) ⥋ Montlhéry - Tourangelle (Circuit D) / Montlhéry - Place de l’Europe (Circuit C) / Sainte-Geneviève-des-Bois - Piscine (Circuits A et B)                                                            | Gare de Massy - Palaiseau RER (Circuits B, C et D) / Nozay - Jules Verne (Circuit A) ⥋ Montlhéry - Tourangelle (Circuit D) / Montlhéry - Place de l’Europe (Circuit C) / Sainte-Geneviève-des-Bois - Piscine (Circuits A et B)                                                            | Gare de Massy - Palaiseau RER (Circuits B, C et D) / Nozay - Jules Verne (Circuit A) ⥋ Montlhéry - Tourangelle (Circuit D) / Montlhéry - Place de l’Europe (Circuit C) / Sainte-Geneviève-des-Bois - Piscine (Circuits A et B)                                                            |
| DM11A | Ouverture / Fermeture — / — | Longueur 35 km | Durée 25 à 75 min | Nb. d’arrêts 35 | Matériel Citaro C2 LE Ü Citaro G C2 Citaro G Facelift Citaro Facelift LE Ü Intouro S 415 NF | Jours de fonctionnement L, Ma, Me, J, V, S, D | Jour / Soir / Nuit / Fêtes O / N / N / O | Voy. / an — | Dépôt Marcoussis |
| DM11A | Desserte : - Villes et lieux desservis : Massy, Les Ulis, Villejust, Marcoussis, Nozay, Montlhéry, Longpont-sur-Orge, Saint-Michel-sur-Orge et Sainte-Geneviève-des-Bois. - Gares desservies : Gare de Massy - Palaiseau, Gare de Massy TGV, Gare de Saint-Michel-sur-Orge. | | | | | | | | |
| DM11A | Autre : - Zones traversées : 4 et 5 - Arrêts non accessibles aux UFR : — - Amplitudes horaires : La ligne fonctionne du lundi au vendredi de 5 h 40 à 21 h 50, le samedi de 6 h 10 à 21 h 50 et les dimanches et jours fériés de 7 h 10 à 22 h 20. - Particularités : - Les dessertes de la ligne se décomposent comme indiqué ci-dessous : - Circuit A : Ce circuit fait Nozay - Jules Verne ⥋ Sainte-Geneviève-des-Bois - Piscine. - Circuit B : Ce circuit fait Gare de Massy - Palaiseau RER ⥋ Sainte-Geneviève-des-Bois - Piscine. Les arrêts Château d’Eau (direction Gare de Massy - Palaiseau RER) et La Brûlerie (direction Sainte-Geneviève-des-Bois - Piscine) sont desservis à certaines heures. - Circuit C : Ce circuit fait Gare de Massy - Palaiseau RER ⥋ Montlhéry - Place de l’Europe. - Circuit D : Ce circuit fait Gare de Massy - Palaiseau RER ⥋ Montlhéry - Tourangelle. - Date de dernière mise à jour : 25 novembre 2022. | | | | | | | | |
| DM11A | Dernière actualisation : — | | | | | | | | |
| DM11C | Gare de Massy - Palaiseau RER ⥋ Marcoussis - Laboratoires | Gare de Massy - Palaiseau RER ⥋ Marcoussis - Laboratoires | Gare de Massy - Palaiseau RER ⥋ Marcoussis - Laboratoires | Gare de Massy - Palaiseau RER ⥋ Marcoussis - Laboratoires | Gare de Massy - Palaiseau RER ⥋ Marcoussis - Laboratoires | Gare de Massy - Palaiseau RER ⥋ Marcoussis - Laboratoires | Gare de Massy - Palaiseau RER ⥋ Marcoussis - Laboratoires | Gare de Massy - Palaiseau RER ⥋ Marcoussis - Laboratoires | Gare de Massy - Palaiseau RER ⥋ Marcoussis - Laboratoires |
| DM11C | Ouverture / Fermeture — / — | Longueur 14 km | Durée 20 à 25 min | Nb. d’arrêts 12 | Matériel Citaro G C2 Citaro G Facelift Urbanway 12 GNV | Jours de fonctionnement L, Ma, Me, J, V | Jour / Soir / Nuit / Fêtes O / N / N / N | Voy. / an — | Dépôt Marcoussis |
| DM11C | Desserte : - Villes et lieux desservis : Massy, Villejust, Nozay et Marcoussis - Gares desservies : Gare de Massy - Palaiseau, Gare de Massy TGV | | | | | | | | |
| DM11C | Autre : - Zones traversées : 4 et 5 - Arrêts non accessibles aux UFR : — - Amplitudes horaires : La ligne fonctionne du lundi au vendredi de 6 h 50 à 20 h 30. Aucun service n'est assuré le samedi, le dimanche et les jours fériés. - Particularités : L'arrêt Courtabœuf 7 est desservi aux heures de pointe le matin en direction de Marcoussis - Laboratoires et le soir en direction de Gare de Massy - Palaiseau RER. - Date de dernière mise à jour : 25 novembre 2022. | | | | | | | | |
| DM11C | Dernière actualisation : — | | | | | | | | |
| DM11E | Gare de Massy - Palaiseau RER ⥋ Sainte-Geneviève-des-Bois - Piscine | Gare de Massy - Palaiseau RER ⥋ Sainte-Geneviève-des-Bois - Piscine | Gare de Massy - Palaiseau RER ⥋ Sainte-Geneviève-des-Bois - Piscine | Gare de Massy - Palaiseau RER ⥋ Sainte-Geneviève-des-Bois - Piscine | Gare de Massy - Palaiseau RER ⥋ Sainte-Geneviève-des-Bois - Piscine | Gare de Massy - Palaiseau RER ⥋ Sainte-Geneviève-des-Bois - Piscine | Gare de Massy - Palaiseau RER ⥋ Sainte-Geneviève-des-Bois - Piscine | Gare de Massy - Palaiseau RER ⥋ Sainte-Geneviève-des-Bois - Piscine | Gare de Massy - Palaiseau RER ⥋ Sainte-Geneviève-des-Bois - Piscine |
| DM11E | Ouverture / Fermeture 4 novembre 2013 / — | Longueur 27,75 km | Durée 45 à 60 min | Nb. d’arrêts 21 | Matériel Citaro C2 LE Ü Citaro Facelift LE Ü Intouro S 415 NF | Jours de fonctionnement L, Ma, Me, J, V | Jour / Soir / Nuit / Fêtes O / N / N / N | Voy. / an — | Dépôt Marcoussis |
| DM11E | Desserte : - Villes et lieux desservis : Massy, Les Ulis, Villejust, Marcoussis, Montlhéry, Longpont-sur-Orge, Saint-Michel-sur-Orge et Sainte-Geneviève-des-Bois. - Gares desservies : Gare de Massy - Palaiseau, Gare de Massy TGV, Gare de Saint-Michel-sur-Orge. | | | | | | | | |
| DM11E | Autre : - Zones traversées : 4 et 5 - Arrêts non accessibles aux UFR : — - Amplitudes horaires : La ligne fonctionne du lundi au vendredi de 6 h 40 à 20 h 5. Aucun service n'est assuré le samedi, le dimanche et les jours fériés. - Date de dernière mise à jour : 25 novembre 2022. | | | | | | | | |
| DM11E | Dernière actualisation : — | | | | | | | | |
| DM11G | Gare de Massy - Palaiseau RER ⥋ Sainte-Geneviève-des-Bois - Piscine | Gare de Massy - Palaiseau RER ⥋ Sainte-Geneviève-des-Bois - Piscine | Gare de Massy - Palaiseau RER ⥋ Sainte-Geneviève-des-Bois - Piscine | Gare de Massy - Palaiseau RER ⥋ Sainte-Geneviève-des-Bois - Piscine | Gare de Massy - Palaiseau RER ⥋ Sainte-Geneviève-des-Bois - Piscine | Gare de Massy - Palaiseau RER ⥋ Sainte-Geneviève-des-Bois - Piscine | Gare de Massy - Palaiseau RER ⥋ Sainte-Geneviève-des-Bois - Piscine | Gare de Massy - Palaiseau RER ⥋ Sainte-Geneviève-des-Bois - Piscine | Gare de Massy - Palaiseau RER ⥋ Sainte-Geneviève-des-Bois - Piscine |
| DM11G | Ouverture / Fermeture — / — | Longueur 31,20 km | Durée 60 à 75 min | Nb. d’arrêts 28 | Matériel Citaro C2 LE Ü Citaro Facelift LE Ü Intouro S 415 NF | Jours de fonctionnement L, Ma, Me, J, V | Jour / Soir / Nuit / Fêtes O / N / N / N | Voy. / an — | Dépôt Marcoussis |
| DM11G | Desserte : - Villes et lieux desservis : Massy, Les Ulis, Villejust, Marcoussis, Montlhéry, Longpont-sur-Orge, Saint-Michel-sur-Orge et Sainte-Geneviève-des-Bois. - Gares desservies : Gare de Massy - Palaiseau, Gare de Massy TGV, Gare de Saint-Michel-sur-Orge. | | | | | | | | |
| DM11G | Autre : - Zones traversées : 4 et 5 - Arrêts non accessibles aux UFR : — - Amplitudes horaires : La ligne fonctionne du lundi au vendredi de 7 h 40 à 9 h puis de 16 h 30 à 17 h 30. Aucun service n'est assuré le samedi, le dimanche et les jours fériés. - Particularités : Elle fonctionne le matin en direction de Gare de Massy - Palaiseau RER et le soir en direction de Sainte-Geneviève-des-Bois - Piscine. - Date de dernière mise à jour : 25 novembre 2022. | | | | | | | | |
| DM11G | Dernière actualisation : — | | | | | | | | |
| DM12  | Gare de Massy - Palaiseau RER ⥋ Longjumeau - Hôpital (Circuit A) / Gare de Gravigny-Balizy RER (Circuit B) Gare de Massy - Palaiseau RER → Saulx-les-Chartreux - La Creusière (Circuit C) Gare de Massy - Palaiseau RER ↼ Saulx-les-Chartreux - Télégraphe (Le Rocher) (Circuit D) Citaro | Gare de Massy - Palaiseau RER ⥋ Longjumeau - Hôpital (Circuit A) / Gare de Gravigny-Balizy RER (Circuit B) Gare de Massy - Palaiseau RER → Saulx-les-Chartreux - La Creusière (Circuit C) Gare de Massy - Palaiseau RER ↼ Saulx-les-Chartreux - Télégraphe (Le Rocher) (Circuit D) Citaro | Gare de Massy - Palaiseau RER ⥋ Longjumeau - Hôpital (Circuit A) / Gare de Gravigny-Balizy RER (Circuit B) Gare de Massy - Palaiseau RER → Saulx-les-Chartreux - La Creusière (Circuit C) Gare de Massy - Palaiseau RER ↼ Saulx-les-Chartreux - Télégraphe (Le Rocher) (Circuit D) Citaro | Gare de Massy - Palaiseau RER ⥋ Longjumeau - Hôpital (Circuit A) / Gare de Gravigny-Balizy RER (Circuit B) Gare de Massy - Palaiseau RER → Saulx-les-Chartreux - La Creusière (Circuit C) Gare de Massy - Palaiseau RER ↼ Saulx-les-Chartreux - Télégraphe (Le Rocher) (Circuit D) Citaro | Gare de Massy - Palaiseau RER ⥋ Longjumeau - Hôpital (Circuit A) / Gare de Gravigny-Balizy RER (Circuit B) Gare de Massy - Palaiseau RER → Saulx-les-Chartreux - La Creusière (Circuit C) Gare de Massy - Palaiseau RER ↼ Saulx-les-Chartreux - Télégraphe (Le Rocher) (Circuit D) Citaro | Gare de Massy - Palaiseau RER ⥋ Longjumeau - Hôpital (Circuit A) / Gare de Gravigny-Balizy RER (Circuit B) Gare de Massy - Palaiseau RER → Saulx-les-Chartreux - La Creusière (Circuit C) Gare de Massy - Palaiseau RER ↼ Saulx-les-Chartreux - Télégraphe (Le Rocher) (Circuit D) Citaro | Gare de Massy - Palaiseau RER ⥋ Longjumeau - Hôpital (Circuit A) / Gare de Gravigny-Balizy RER (Circuit B) Gare de Massy - Palaiseau RER → Saulx-les-Chartreux - La Creusière (Circuit C) Gare de Massy - Palaiseau RER ↼ Saulx-les-Chartreux - Télégraphe (Le Rocher) (Circuit D) Citaro | Gare de Massy - Palaiseau RER ⥋ Longjumeau - Hôpital (Circuit A) / Gare de Gravigny-Balizy RER (Circuit B) Gare de Massy - Palaiseau RER → Saulx-les-Chartreux - La Creusière (Circuit C) Gare de Massy - Palaiseau RER ↼ Saulx-les-Chartreux - Télégraphe (Le Rocher) (Circuit D) Citaro | Gare de Massy - Palaiseau RER ⥋ Longjumeau - Hôpital (Circuit A) / Gare de Gravigny-Balizy RER (Circuit B) Gare de Massy - Palaiseau RER → Saulx-les-Chartreux - La Creusière (Circuit C) Gare de Massy - Palaiseau RER ↼ Saulx-les-Chartreux - Télégraphe (Le Rocher) (Circuit D) Citaro |
| DM12  | Ouverture / Fermeture — / — | Longueur — | Durée 25-45 min | Nb. d’arrêts 41 | Matériel Citaro C2 Citaro C2 LE Ü Citaro Facelift Citaro LE Ü GX 327 Intouro Intouro L S415UL | Jours de fonctionnement L, Ma, Me, J, V, S, D | Jour / Soir / Nuit / Fêtes O / N / N / O | Voy. / an — | Dépôt Marcoussis |
| DM12  | Desserte : - Villes et lieux desservis : Massy, Palaiseau, Villebon-sur-Yvette, Saulx-les-Chartreux et Longjumeau - Gares desservies : Gare de Massy - Palaiseau, Gare de Massy TGV, Gare de Gravigny-Balizy | | | | | | | | |
| DM12  | Autre : - Zone traversée : 4 - Arrêts non accessibles aux UFR : — - Amplitudes horaires : La ligne fonctionne du lundi au vendredi de 5 h 40 à 21 h 45, le samedi de 6 h 25 à 21 h 55 et les dimanches et fêtes de 7 h 10 à 21 h 10. - Particularités : - Il existe de nombreux services du lundi au samedi qui partent ou terminent à Longjumeau — Hôpital ; - Il existe des services entre Gare de Massy - Palaiseau RER et La Creusière / Télégraphe (Le Rocher) toute la semaine à certaines heures. - Date de dernière mise à jour : 25 novembre 2022. | | | | | | | | |
| DM12  | Dernière actualisation : — | | | | | | | | |

### Lignes de DM150 à DM159
| Ligne  | Caractéristiques | Caractéristiques | Caractéristiques | Caractéristiques | Caractéristiques | Caractéristiques | Caractéristiques | Caractéristiques | Caractéristiques |
| DM151S | Montlhéry - Paul Fort (desserte secondaire le matin uniquement en direction de Lycée René Cassin) / Linas - Mairie - Rue de la Division Leclerc (le matin) ou Linas - Mairie - Rue des Écoles (l’après-midi) ⥋ Arpajon - Porte d'Étampes / Arpajon - Lycée René Cassin (terminus à certaines heures) | Montlhéry - Paul Fort (desserte secondaire le matin uniquement en direction de Lycée René Cassin) / Linas - Mairie - Rue de la Division Leclerc (le matin) ou Linas - Mairie - Rue des Écoles (l’après-midi) ⥋ Arpajon - Porte d'Étampes / Arpajon - Lycée René Cassin (terminus à certaines heures) | Montlhéry - Paul Fort (desserte secondaire le matin uniquement en direction de Lycée René Cassin) / Linas - Mairie - Rue de la Division Leclerc (le matin) ou Linas - Mairie - Rue des Écoles (l’après-midi) ⥋ Arpajon - Porte d'Étampes / Arpajon - Lycée René Cassin (terminus à certaines heures) | Montlhéry - Paul Fort (desserte secondaire le matin uniquement en direction de Lycée René Cassin) / Linas - Mairie - Rue de la Division Leclerc (le matin) ou Linas - Mairie - Rue des Écoles (l’après-midi) ⥋ Arpajon - Porte d'Étampes / Arpajon - Lycée René Cassin (terminus à certaines heures) | Montlhéry - Paul Fort (desserte secondaire le matin uniquement en direction de Lycée René Cassin) / Linas - Mairie - Rue de la Division Leclerc (le matin) ou Linas - Mairie - Rue des Écoles (l’après-midi) ⥋ Arpajon - Porte d'Étampes / Arpajon - Lycée René Cassin (terminus à certaines heures) | Montlhéry - Paul Fort (desserte secondaire le matin uniquement en direction de Lycée René Cassin) / Linas - Mairie - Rue de la Division Leclerc (le matin) ou Linas - Mairie - Rue des Écoles (l’après-midi) ⥋ Arpajon - Porte d'Étampes / Arpajon - Lycée René Cassin (terminus à certaines heures) | Montlhéry - Paul Fort (desserte secondaire le matin uniquement en direction de Lycée René Cassin) / Linas - Mairie - Rue de la Division Leclerc (le matin) ou Linas - Mairie - Rue des Écoles (l’après-midi) ⥋ Arpajon - Porte d'Étampes / Arpajon - Lycée René Cassin (terminus à certaines heures) | Montlhéry - Paul Fort (desserte secondaire le matin uniquement en direction de Lycée René Cassin) / Linas - Mairie - Rue de la Division Leclerc (le matin) ou Linas - Mairie - Rue des Écoles (l’après-midi) ⥋ Arpajon - Porte d'Étampes / Arpajon - Lycée René Cassin (terminus à certaines heures) | Montlhéry - Paul Fort (desserte secondaire le matin uniquement en direction de Lycée René Cassin) / Linas - Mairie - Rue de la Division Leclerc (le matin) ou Linas - Mairie - Rue des Écoles (l’après-midi) ⥋ Arpajon - Porte d'Étampes / Arpajon - Lycée René Cassin (terminus à certaines heures) |
| ------ | --- | --- | --- | --- | --- | --- | --- | --- | --- |
| DM151S | Ouverture / Fermeture — / — | Longueur — | Durée — | Nb. d’arrêts 17 | Matériel — | Jours de fonctionnement L, Ma, Me, J, V | Jour / Soir / Nuit / Fêtes O / N / N / N | Voy. / an — | Dépôt Saclay |
| DM151S | Desserte : - Villes et lieux desservis : Montlhéry, Linas, Leuville-sur-Orge, Saint-Germain-lès-Arpajon et Arpajon | | | | | | | | |
| DM151S | Autre : - Zones traversée : 5 - Arrêts non accessibles aux UFR : - - Amplitudes horaires : - Le matin : la ligne fonctionne du lundi au vendredi de 7 h 42 à 8 h 15 dans le sens Montlhéry - Paul Fort → Arpajon - Lycée René Cassin et de 7 h 50 à 8 h 25 dans le sens Linas - Mairie - Rue de la Division Leclerc → Arpajon - Lycée René Cassin. - L’après-midi : la ligne fonctionne du lundi au vendredi de 16 h 45 à 18 h 5 dans le sens Arpajon - Lycée René Cassin → Linas - Mairie - Rue des Écoles (le mercredi de 12 h 45 à 13 h 55 dans le sens Arpajon - Porte d'Étampes → Linas - Mairie - Rue des Écoles). - Particularités : La ligne fonctionne du lundi au vendredi uniquement en période scolaire. - Date de dernière mise à jour : 28 juillet 2022. | | | | | | | | |
| DM151S | Dernière actualisation : — | | | | | | | | |
| DM152S | Saulx-les-Chartreux - Collège Pablo Picasso ⥋ Ballainvilliers / La Ville-du-Bois - La Grange aux Cercles (Circuits A, D et F) Longjumeau - Les Côteaux ⥋ La Ville-du-Bois - Les Renondaines (Circuits B et E) Saulx-les-Chartreux - Collège Pablo Picasso ⥋ Longjumeau - Docteur Cathelin (Circuits C et H) / Ballainvilliers - Mairie (Circuit H, à certaines heures uniquement en direction de Collège Pablo Picasso) Saulx-les-Chartreux - Collège Pablo Picasso ↼ Saulx-les-Chartreux - Télégraphe (Le Rocher) (Circuit G) | Saulx-les-Chartreux - Collège Pablo Picasso ⥋ Ballainvilliers / La Ville-du-Bois - La Grange aux Cercles (Circuits A, D et F) Longjumeau - Les Côteaux ⥋ La Ville-du-Bois - Les Renondaines (Circuits B et E) Saulx-les-Chartreux - Collège Pablo Picasso ⥋ Longjumeau - Docteur Cathelin (Circuits C et H) / Ballainvilliers - Mairie (Circuit H, à certaines heures uniquement en direction de Collège Pablo Picasso) Saulx-les-Chartreux - Collège Pablo Picasso ↼ Saulx-les-Chartreux - Télégraphe (Le Rocher) (Circuit G) | Saulx-les-Chartreux - Collège Pablo Picasso ⥋ Ballainvilliers / La Ville-du-Bois - La Grange aux Cercles (Circuits A, D et F) Longjumeau - Les Côteaux ⥋ La Ville-du-Bois - Les Renondaines (Circuits B et E) Saulx-les-Chartreux - Collège Pablo Picasso ⥋ Longjumeau - Docteur Cathelin (Circuits C et H) / Ballainvilliers - Mairie (Circuit H, à certaines heures uniquement en direction de Collège Pablo Picasso) Saulx-les-Chartreux - Collège Pablo Picasso ↼ Saulx-les-Chartreux - Télégraphe (Le Rocher) (Circuit G) | Saulx-les-Chartreux - Collège Pablo Picasso ⥋ Ballainvilliers / La Ville-du-Bois - La Grange aux Cercles (Circuits A, D et F) Longjumeau - Les Côteaux ⥋ La Ville-du-Bois - Les Renondaines (Circuits B et E) Saulx-les-Chartreux - Collège Pablo Picasso ⥋ Longjumeau - Docteur Cathelin (Circuits C et H) / Ballainvilliers - Mairie (Circuit H, à certaines heures uniquement en direction de Collège Pablo Picasso) Saulx-les-Chartreux - Collège Pablo Picasso ↼ Saulx-les-Chartreux - Télégraphe (Le Rocher) (Circuit G) | Saulx-les-Chartreux - Collège Pablo Picasso ⥋ Ballainvilliers / La Ville-du-Bois - La Grange aux Cercles (Circuits A, D et F) Longjumeau - Les Côteaux ⥋ La Ville-du-Bois - Les Renondaines (Circuits B et E) Saulx-les-Chartreux - Collège Pablo Picasso ⥋ Longjumeau - Docteur Cathelin (Circuits C et H) / Ballainvilliers - Mairie (Circuit H, à certaines heures uniquement en direction de Collège Pablo Picasso) Saulx-les-Chartreux - Collège Pablo Picasso ↼ Saulx-les-Chartreux - Télégraphe (Le Rocher) (Circuit G) | Saulx-les-Chartreux - Collège Pablo Picasso ⥋ Ballainvilliers / La Ville-du-Bois - La Grange aux Cercles (Circuits A, D et F) Longjumeau - Les Côteaux ⥋ La Ville-du-Bois - Les Renondaines (Circuits B et E) Saulx-les-Chartreux - Collège Pablo Picasso ⥋ Longjumeau - Docteur Cathelin (Circuits C et H) / Ballainvilliers - Mairie (Circuit H, à certaines heures uniquement en direction de Collège Pablo Picasso) Saulx-les-Chartreux - Collège Pablo Picasso ↼ Saulx-les-Chartreux - Télégraphe (Le Rocher) (Circuit G) | Saulx-les-Chartreux - Collège Pablo Picasso ⥋ Ballainvilliers / La Ville-du-Bois - La Grange aux Cercles (Circuits A, D et F) Longjumeau - Les Côteaux ⥋ La Ville-du-Bois - Les Renondaines (Circuits B et E) Saulx-les-Chartreux - Collège Pablo Picasso ⥋ Longjumeau - Docteur Cathelin (Circuits C et H) / Ballainvilliers - Mairie (Circuit H, à certaines heures uniquement en direction de Collège Pablo Picasso) Saulx-les-Chartreux - Collège Pablo Picasso ↼ Saulx-les-Chartreux - Télégraphe (Le Rocher) (Circuit G) | Saulx-les-Chartreux - Collège Pablo Picasso ⥋ Ballainvilliers / La Ville-du-Bois - La Grange aux Cercles (Circuits A, D et F) Longjumeau - Les Côteaux ⥋ La Ville-du-Bois - Les Renondaines (Circuits B et E) Saulx-les-Chartreux - Collège Pablo Picasso ⥋ Longjumeau - Docteur Cathelin (Circuits C et H) / Ballainvilliers - Mairie (Circuit H, à certaines heures uniquement en direction de Collège Pablo Picasso) Saulx-les-Chartreux - Collège Pablo Picasso ↼ Saulx-les-Chartreux - Télégraphe (Le Rocher) (Circuit G) | Saulx-les-Chartreux - Collège Pablo Picasso ⥋ Ballainvilliers / La Ville-du-Bois - La Grange aux Cercles (Circuits A, D et F) Longjumeau - Les Côteaux ⥋ La Ville-du-Bois - Les Renondaines (Circuits B et E) Saulx-les-Chartreux - Collège Pablo Picasso ⥋ Longjumeau - Docteur Cathelin (Circuits C et H) / Ballainvilliers - Mairie (Circuit H, à certaines heures uniquement en direction de Collège Pablo Picasso) Saulx-les-Chartreux - Collège Pablo Picasso ↼ Saulx-les-Chartreux - Télégraphe (Le Rocher) (Circuit G) |
| DM152S | Ouverture / Fermeture — / — | Longueur — | Durée — | Nb. d’arrêts 43 | Matériel Citaro C2 Citaro LE Ü Intouro S 417 ÜL | Jours de fonctionnement L, Ma, Me, J, V, S | Jour / Soir / Nuit / Fêtes O / N / N / N | Voy. / an — | Dépôt Marcoussis |
| DM152S | Desserte : - Villes et lieux desservis : Saulx-les-Chartreux, Longjumeau, Ballainvilliers et La Ville-du-Bois. | | | | | | | | |
| DM152S | Autre : - Zones traversées : 4 - Arrêts non accessibles aux UFR : — - Amplitudes horaires : La ligne fonctionne du lundi au vendredi de 7 h 9 à 18 h 11 et le samedi de 7 h 8 à 12 h 39. Cette ligne fonctionne en période scolaire uniquement. Aucun service n'est assuré le dimanche et les jours fériés. - Particularités : - Les dessertes de la ligne se décomposent comme indiqué ci-dessous : - Circuit A : Ce circuit relie Saulx-les-Chartreux - Collège Pablo Picasso à La Ville-du-Bois - La Grange aux Cercles. - Circuit B : Ce circuit relie Longjumeau - Les Côteaux à La Ville-du-Bois - Les Renondaines. - Circuit C : Ce circuit relie Saulx-les-Chartreux - Collège Pablo Picasso à Longjumeau - Docteur Cathelin. - Circuit D : Ce circuit relie Saulx-les-Chartreux - Collège Pablo Picasso à La Ville-du-Bois - La Grange aux Cercles. Ce circuit est identique au Circuit A mais ce circuit ne dessert pas les arrêts Place Charles Steber, Général de Gaulle, Les Côteaux, Résidence La Rocade et les arrêts situés entre Ballainvilliers - Mairie et Les Joncs Marins. - Circuit E : Ce circuit relie La Ville-du-Bois - Les Renondaines à Longjumeau - Les Côteaux. - Circuit F : Ce circuit relie La Ville-du-Bois - La Grange aux Cercles à Saulx-les-Chartreux - Collège Pablo Picasso. - Circuit G : Ce circuit relie Saulx-les-Chartreux - Télégraphe (Le Rocher) à Saulx-les-Chartreux - Collège Pablo Picasso. - Circuit H : Ce circuit relie Longjumeau - Docteur Cathelin à Saulx-les-Chartreux - Collège Pablo Picasso. À certaines heures, ce circuit relie Ballainvilliers - Mairie à Saulx-les-Chartreux - Collège Pablo Picasso. - Date de dernière mise à jour : 8 octobre 2022. | | | | | | | | |
| DM152S | Dernière actualisation : — | | | | | | | | |

### Transport à la demande
Le réseau de bus est complété par un service de transport à la demande, le « TàD Courtabœuf ».

## La Navette Paris-Saclay

### Lignes de A à K
| Ligne | Caractéristiques | Caractéristiques | Caractéristiques | Caractéristiques | Caractéristiques | Caractéristiques | Caractéristiques | Caractéristiques | Caractéristiques |
| A     | (Circulaire) Gare de Longjumeau ⥋ via centre-ville de Longjumeau | (Circulaire) Gare de Longjumeau ⥋ via centre-ville de Longjumeau                                                                          | (Circulaire) Gare de Longjumeau ⥋ via centre-ville de Longjumeau                                                                          | (Circulaire) Gare de Longjumeau ⥋ via centre-ville de Longjumeau                                                                          | (Circulaire) Gare de Longjumeau ⥋ via centre-ville de Longjumeau                                                                          | (Circulaire) Gare de Longjumeau ⥋ via centre-ville de Longjumeau                                                                          | (Circulaire) Gare de Longjumeau ⥋ via centre-ville de Longjumeau                                                                          | (Circulaire) Gare de Longjumeau ⥋ via centre-ville de Longjumeau                                                                          | (Circulaire) Gare de Longjumeau ⥋ via centre-ville de Longjumeau                                                                          |
| ----- | --- | --- | --- | --- | --- | --- | --- | --- | --- |
| A     | Ouverture / Fermeture 2007 / — | Longueur 5,35 km | Durée 20-35 min | Nb. d’arrêts 17 | Matériel — | Jours de fonctionnement L, Ma, Me, J, V, S                                                                                                | Jour / Soir / Nuit / Fêtes O / N / N / N                                                                                                  | Voy. / an — | Exploitant Autocars Dominique |
| A     | Desserte : - Ville et lieux desservis : Longjumeau - Gare desservie : Longjumeau (T12) | | | | | | | | |
| A     | Autre : - Zone traversée : Service gratuit - Arrêts non accessibles aux UFR : — - Amplitudes horaires : La ligne fonctionne du lundi au samedi de 7h20 à 18h40. - Particularités : Les arrêts "Basch-Poulettes", "Rouillon", "Templiers" et "Balizy" ne sont desservis qu'entre 9h30 et 15h40. | | | | | | | | |
| A     | Dernière actualisation : 15 juin 2025 | | | | | | | | |
| B     | (Circulaire) Ballainvilliers - Hauts-Fresnais ⥋ via Ballainvilliers, Longjumeau et Morangis | (Circulaire) Ballainvilliers - Hauts-Fresnais ⥋ via Ballainvilliers, Longjumeau et Morangis                                               | (Circulaire) Ballainvilliers - Hauts-Fresnais ⥋ via Ballainvilliers, Longjumeau et Morangis                                               | (Circulaire) Ballainvilliers - Hauts-Fresnais ⥋ via Ballainvilliers, Longjumeau et Morangis                                               | (Circulaire) Ballainvilliers - Hauts-Fresnais ⥋ via Ballainvilliers, Longjumeau et Morangis                                               | (Circulaire) Ballainvilliers - Hauts-Fresnais ⥋ via Ballainvilliers, Longjumeau et Morangis                                               | (Circulaire) Ballainvilliers - Hauts-Fresnais ⥋ via Ballainvilliers, Longjumeau et Morangis                                               | (Circulaire) Ballainvilliers - Hauts-Fresnais ⥋ via Ballainvilliers, Longjumeau et Morangis                                               | (Circulaire) Ballainvilliers - Hauts-Fresnais ⥋ via Ballainvilliers, Longjumeau et Morangis                                               |
| B     | Ouverture / Fermeture 2010 / — | Longueur — | Durée 20-40 min | Nb. d’arrêts 19 | Matériel — | Jours de fonctionnement L, Ma, Me, J, V, S                                                                                                | Jour / Soir / Nuit / Fêtes O / N / N / N                                                                                                  | Voy. / an — | Exploitant Autocars Dominique |
| B     | Desserte : - Villes et lieux desservis : Ballainvilliers, Longjumeau et Morangis - Gare desservie : Gravigny-Balizy (T12) | | | | | | | | |
| B     | Autre : - Zone traversée : Service gratuit - Arrêts non accessibles aux UFR : — - Amplitudes horaires : La ligne fonctionne du lundi au samedi de 5h35 à 9h00 et de 17h00 à 20h10. - Particularités : Les arrêts Maison de la Petite Enfance, "Collège M. Vignaud" et Centre Commercial sont desservis l'après-midi et le matin à raison d'un passage. | | | | | | | | |
| B     | Dernière actualisation : 15 juin 2025 | | | | | | | | |
| C     | (Circulaire) Gare de Longjumeau ⥋ via Longjumeau et Morangis | (Circulaire) Gare de Longjumeau ⥋ via Longjumeau et Morangis                                                                              | (Circulaire) Gare de Longjumeau ⥋ via Longjumeau et Morangis                                                                              | (Circulaire) Gare de Longjumeau ⥋ via Longjumeau et Morangis                                                                              | (Circulaire) Gare de Longjumeau ⥋ via Longjumeau et Morangis                                                                              | (Circulaire) Gare de Longjumeau ⥋ via Longjumeau et Morangis                                                                              | (Circulaire) Gare de Longjumeau ⥋ via Longjumeau et Morangis                                                                              | (Circulaire) Gare de Longjumeau ⥋ via Longjumeau et Morangis                                                                              | (Circulaire) Gare de Longjumeau ⥋ via Longjumeau et Morangis                                                                              |
| C     | Ouverture / Fermeture 2010 / — | Longueur 9,65 km | Durée 45 min | Nb. d’arrêts 18 | Matériel — | Jours de fonctionnement L, Ma, Me, J, V, S, D                                                                                             | Jour / Soir / Nuit / Fêtes O / N / N / O                                                                                                  | Voy. / an — | Exploitant Autocars Dominique |
| C     | Desserte : - Villes et lieux desservis : Longjumeau et Morangis - Gares desservies : Gravigny-Balizy, Longjumeau (T12) | | | | | | | | |
| C     | Autre : - Zone traversée : Service gratuit - Arrêts non accessibles aux UFR : — - Amplitudes horaires : La ligne fonctionne du lundi au samedi de 9h45 à 16h40 et les dimanches et jours fériés de 8h05 à 13h55. | | | | | | | | |
| C     | Dernière actualisation : 15 juin 2025 | | | | | | | | |
| D     | Villebon-sur-Yvette - Centre Commercial Villebon 2 ⥋ Gare de Palaiseau - Villebon | Villebon-sur-Yvette - Centre Commercial Villebon 2 ⥋ Gare de Palaiseau - Villebon                                                         | Villebon-sur-Yvette - Centre Commercial Villebon 2 ⥋ Gare de Palaiseau - Villebon                                                         | Villebon-sur-Yvette - Centre Commercial Villebon 2 ⥋ Gare de Palaiseau - Villebon                                                         | Villebon-sur-Yvette - Centre Commercial Villebon 2 ⥋ Gare de Palaiseau - Villebon                                                         | Villebon-sur-Yvette - Centre Commercial Villebon 2 ⥋ Gare de Palaiseau - Villebon                                                         | Villebon-sur-Yvette - Centre Commercial Villebon 2 ⥋ Gare de Palaiseau - Villebon                                                         | Villebon-sur-Yvette - Centre Commercial Villebon 2 ⥋ Gare de Palaiseau - Villebon                                                         | Villebon-sur-Yvette - Centre Commercial Villebon 2 ⥋ Gare de Palaiseau - Villebon                                                         |
| D     | Ouverture / Fermeture 9 septembre 2023 / — | Longueur — | Durée 18 min | Nb. d’arrêts 10 | Matériel — | Jours de fonctionnement S | Jour / Soir / Nuit / Fêtes O / N / N / N                                                                                                  | Voy. / an — | Exploitant Autocars Dominique |
| D     | Desserte : - Ville et lieux desservis : Villebon-sur-Yvette - Gares desservies : Palaiseau - Villebon (RER B) | | | | | | | | |
| D     | Autre : - Zone traversée : Service gratuit - Arrêts non accessibles aux UFR : — - Amplitudes horaires : La ligne fonctionne le samedi de 9h10 à 21h15. | | | | | | | | |
| D     | Dernière actualisation : 15 juin 2025 | | | | | | | | |
| E     | Igny - Docteur Schweitzer ⥋ Gare de Massy - Palaiseau | Igny - Docteur Schweitzer ⥋ Gare de Massy - Palaiseau                                                                                     | Igny - Docteur Schweitzer ⥋ Gare de Massy - Palaiseau                                                                                     | Igny - Docteur Schweitzer ⥋ Gare de Massy - Palaiseau                                                                                     | Igny - Docteur Schweitzer ⥋ Gare de Massy - Palaiseau                                                                                     | Igny - Docteur Schweitzer ⥋ Gare de Massy - Palaiseau                                                                                     | Igny - Docteur Schweitzer ⥋ Gare de Massy - Palaiseau                                                                                     | Igny - Docteur Schweitzer ⥋ Gare de Massy - Palaiseau                                                                                     | Igny - Docteur Schweitzer ⥋ Gare de Massy - Palaiseau                                                                                     |
| E     | Ouverture / Fermeture janvier 2022 / — | Longueur — | Durée 20 min | Nb. d’arrêts 16 | Matériel — | Jours de fonctionnement L, Ma, Me, J, V, S, D                                                                                             | Jour / Soir / Nuit / Fêtes O / O / N / O                                                                                                  | Voy. / an — | Exploitant Autocars Dominique |
| E     | Desserte : - Ville et lieux desservis : Igny, Vauhallan et Massy - Gares desservies : Massy - Palaiseau, Massy TGV (RER B, RER C, Transilien V et T12) | | | | | | | | |
| E     | Autre : - Zone traversée : Service gratuit - Arrêts non accessibles aux UFR : — - Amplitudes horaires : La ligne fonctionne du lundi au samedi de 21h40 à 0h20, et les dimanches et fêtes de 8h00 à 13h55. | | | | | | | | |
| E     | Dernière actualisation : 15 juin 2025 | | | | | | | | |
| F     | Massy - Avenue de l'Europe - Centre Commercial ⥋ Villebon-sur-Yvette - Centre Commercial Villebon 2 | Massy - Avenue de l'Europe - Centre Commercial ⥋ Villebon-sur-Yvette - Centre Commercial Villebon 2                                       | Massy - Avenue de l'Europe - Centre Commercial ⥋ Villebon-sur-Yvette - Centre Commercial Villebon 2                                       | Massy - Avenue de l'Europe - Centre Commercial ⥋ Villebon-sur-Yvette - Centre Commercial Villebon 2                                       | Massy - Avenue de l'Europe - Centre Commercial ⥋ Villebon-sur-Yvette - Centre Commercial Villebon 2                                       | Massy - Avenue de l'Europe - Centre Commercial ⥋ Villebon-sur-Yvette - Centre Commercial Villebon 2                                       | Massy - Avenue de l'Europe - Centre Commercial ⥋ Villebon-sur-Yvette - Centre Commercial Villebon 2                                       | Massy - Avenue de l'Europe - Centre Commercial ⥋ Villebon-sur-Yvette - Centre Commercial Villebon 2                                       | Massy - Avenue de l'Europe - Centre Commercial ⥋ Villebon-sur-Yvette - Centre Commercial Villebon 2                                       |
| F     | Ouverture / Fermeture 1er juillet 2022 / — | Longueur — | Durée 25 min | Nb. d’arrêts 9 | Matériel — | Jours de fonctionnement L, Ma, Me, J, V, S                                                                                                | Jour / Soir / Nuit / Fêtes O / N / N / N                                                                                                  | Voy. / an — | Exploitant Autocars Dominique |
| F     | Desserte : - Villes et lieux desservis : Champlan et Massy - Gare desservie : Champlan (T12) | | | | | | | | |
| F     | Autre : - Zone traversée : Service gratuit - Arrêts non accessibles aux UFR : — - Amplitudes horaires : La ligne fonctionne du lundi au samedi de 10h15 à 18h30. | | | | | | | | |
| F     | Dernière actualisation : 15 juin 2025 | | | | | | | | |
| G     | (Circulaire) Chilly-Mazarin - Jesse Owens ⥋ via centre-ville de Chilly-Mazarin | (Circulaire) Chilly-Mazarin - Jesse Owens ⥋ via centre-ville de Chilly-Mazarin                                                            | (Circulaire) Chilly-Mazarin - Jesse Owens ⥋ via centre-ville de Chilly-Mazarin                                                            | (Circulaire) Chilly-Mazarin - Jesse Owens ⥋ via centre-ville de Chilly-Mazarin                                                            | (Circulaire) Chilly-Mazarin - Jesse Owens ⥋ via centre-ville de Chilly-Mazarin                                                            | (Circulaire) Chilly-Mazarin - Jesse Owens ⥋ via centre-ville de Chilly-Mazarin                                                            | (Circulaire) Chilly-Mazarin - Jesse Owens ⥋ via centre-ville de Chilly-Mazarin                                                            | (Circulaire) Chilly-Mazarin - Jesse Owens ⥋ via centre-ville de Chilly-Mazarin                                                            | (Circulaire) Chilly-Mazarin - Jesse Owens ⥋ via centre-ville de Chilly-Mazarin                                                            |
| G     | Ouverture / Fermeture 1er janvier 2013 / — | Longueur — | Durée 35 min | Nb. d’arrêts 15 | Matériel — | Jours de fonctionnement L, Ma, Me, J, V, S, D                                                                                             | Jour / Soir / Nuit / Fêtes O / N / N / O                                                                                                  | Voy. / an — | Exploitant Autocars Dominique |
| G     | Desserte : - Villes et lieux desservis : Chilly-Mazarin et Longjumeau - Gare desservie : Chilly-Mazarin (T12) | | | | | | | | |
| G     | Autre : - Zone traversée : Service gratuit - Arrêts non accessibles aux UFR : — - Amplitudes horaires : La ligne fonctionne du lundi au vendredi de 7h40 à 19h05 et le week-end et jours fériés de 8h20 à 13h35. | | | | | | | | |
| G     | Dernière actualisation : 15 juin 2025 | | | | | | | | |
| H     | (Circulaire) Gare d'Épinay-sur-Orge ⥋ via centre-ville d'Épinay-sur-Orge | (Circulaire) Gare d'Épinay-sur-Orge ⥋ via centre-ville d'Épinay-sur-Orge                                                                  | (Circulaire) Gare d'Épinay-sur-Orge ⥋ via centre-ville d'Épinay-sur-Orge                                                                  | (Circulaire) Gare d'Épinay-sur-Orge ⥋ via centre-ville d'Épinay-sur-Orge                                                                  | (Circulaire) Gare d'Épinay-sur-Orge ⥋ via centre-ville d'Épinay-sur-Orge                                                                  | (Circulaire) Gare d'Épinay-sur-Orge ⥋ via centre-ville d'Épinay-sur-Orge                                                                  | (Circulaire) Gare d'Épinay-sur-Orge ⥋ via centre-ville d'Épinay-sur-Orge                                                                  | (Circulaire) Gare d'Épinay-sur-Orge ⥋ via centre-ville d'Épinay-sur-Orge                                                                  | (Circulaire) Gare d'Épinay-sur-Orge ⥋ via centre-ville d'Épinay-sur-Orge                                                                  |
| H     | Ouverture / Fermeture 1er janvier 2013 / — | Longueur — | Durée 20-25 min | Nb. d’arrêts 19 | Matériel — | Jours de fonctionnement L, Ma, Me, J, V, S                                                                                                | Jour / Soir / Nuit / Fêtes O / N / N / N                                                                                                  | Voy. / an — | Exploitant Autocars Dominique |
| H     | Desserte : - Ville et lieux desservis : Épinay-sur-Orge - Gares desservies : Petit Vaux (T12), Épinay-sur-Orge (RER C et T12) | | | | | | | | |
| H     | Autre : - Zone traversée : Service gratuit - Arrêts non accessibles aux UFR : — - Amplitudes horaires : La ligne fonctionne le lundi de 9h15 à 15h40, du mardi au vendredi de 9h15 à 15h35 et le samedi de 9h15 à 20h05 environ. - Particularités : L'arrêt Centre Commercial Rossays n'est desservi que le lundi uniquement. | | | | | | | | |
| H     | Dernière actualisation : 15 juin 2025 | | | | | | | | |
| J     | Massy - Rond-Point du Pileu ⥋ Massy - Périgord (du lundi au dimanche matin) / Gare de Massy - Palaiseau (terminus le dimanche après-midi) | Massy - Rond-Point du Pileu ⥋ Massy - Périgord (du lundi au dimanche matin) / Gare de Massy - Palaiseau (terminus le dimanche après-midi) | Massy - Rond-Point du Pileu ⥋ Massy - Périgord (du lundi au dimanche matin) / Gare de Massy - Palaiseau (terminus le dimanche après-midi) | Massy - Rond-Point du Pileu ⥋ Massy - Périgord (du lundi au dimanche matin) / Gare de Massy - Palaiseau (terminus le dimanche après-midi) | Massy - Rond-Point du Pileu ⥋ Massy - Périgord (du lundi au dimanche matin) / Gare de Massy - Palaiseau (terminus le dimanche après-midi) | Massy - Rond-Point du Pileu ⥋ Massy - Périgord (du lundi au dimanche matin) / Gare de Massy - Palaiseau (terminus le dimanche après-midi) | Massy - Rond-Point du Pileu ⥋ Massy - Périgord (du lundi au dimanche matin) / Gare de Massy - Palaiseau (terminus le dimanche après-midi) | Massy - Rond-Point du Pileu ⥋ Massy - Périgord (du lundi au dimanche matin) / Gare de Massy - Palaiseau (terminus le dimanche après-midi) | Massy - Rond-Point du Pileu ⥋ Massy - Périgord (du lundi au dimanche matin) / Gare de Massy - Palaiseau (terminus le dimanche après-midi) |
| J     | Ouverture / Fermeture 1er janvier 2013 / — | Longueur — | Durée 30 min | Nb. d’arrêts 21 | Matériel — | Jours de fonctionnement L, Ma, Me, J, V, S, D                                                                                             | Jour / Soir / Nuit / Fêtes O / N / N / O                                                                                                  | Voy. / an — | Exploitant Autocars Dominique |
| J     | Desserte : - Ville et lieux desservis : Massy - Gares desservies : Massy - Palaiseau, Massy TGV (RER B, RER C, Transilien V et T12), Massy - Verrières (RER B et RER C). | | | | | | | | |
| J     | Autre : - Zone traversée : Service gratuit - Arrêts non accessibles aux UFR : — - Amplitudes horaires : La ligne fonctionne du lundi au samedi de 9h30 à 22h40, les dimanches matins et jours fériés de 9h30 à 13h40 et les dimanches après-midi et jour fériés de 15h10 à 22h40. - Particularités : - La ligne ne circule les dimanches après-midi et jours fériés qu'entre les arrêts "Rond-Point du Pileu" et la gare de Massy - Palaiseau uniquement. - En direction de "Périgord", 3 départs ne sont assurés que les mardis et vendredis uniquement. - En direction de "Rond-Point du Pileu", 2 départs ne sont assurés que les mardis et vendredis uniquement. | | | | | | | | |
| J     | Dernière actualisation : 15 juin 2025 | | | | | | | | |
| K     | Villejust - La Folie Bessin ⥋ Villebon-sur-Yvette - Centre Commercial Villebon 2 | Villejust - La Folie Bessin ⥋ Villebon-sur-Yvette - Centre Commercial Villebon 2                                                          | Villejust - La Folie Bessin ⥋ Villebon-sur-Yvette - Centre Commercial Villebon 2                                                          | Villejust - La Folie Bessin ⥋ Villebon-sur-Yvette - Centre Commercial Villebon 2                                                          | Villejust - La Folie Bessin ⥋ Villebon-sur-Yvette - Centre Commercial Villebon 2                                                          | Villejust - La Folie Bessin ⥋ Villebon-sur-Yvette - Centre Commercial Villebon 2                                                          | Villejust - La Folie Bessin ⥋ Villebon-sur-Yvette - Centre Commercial Villebon 2                                                          | Villejust - La Folie Bessin ⥋ Villebon-sur-Yvette - Centre Commercial Villebon 2                                                          | Villejust - La Folie Bessin ⥋ Villebon-sur-Yvette - Centre Commercial Villebon 2                                                          |
| K     | Ouverture / Fermeture 1er janvier 2013 / — | Longueur — | Durée 20 min | Nb. d’arrêts 8 | Matériel — | Jours de fonctionnement L, J, V | Jour / Soir / Nuit / Fêtes O / N / N / N                                                                                                  | Voy. / an — | Exploitant Autocars Dominique |
| K     | Desserte : - Villes et lieux desservis : Villejust et Villebon-sur-Yvette | | | | | | | | |
| K     | Autre : - Zone traversée : Service gratuit - Arrêts non accessibles aux UFR : — - Amplitudes horaires : La ligne fonctionne le lundi, jeudi et vendredi de 9h20 à 13h05. | | | | | | | | |
| K     | Dernière actualisation : 15 juin 2025 | | | | | | | | |

### Lignes de L à Z
| Ligne | Caractéristiques | Caractéristiques                                                                          | Caractéristiques                                                                          | Caractéristiques                                                                          | Caractéristiques                                                                          | Caractéristiques                                                                          | Caractéristiques                                                                          | Caractéristiques                                                                          | Caractéristiques                                                                          |
| L     | Villebon-sur-Yvette - Centre Commercial Villebon 2 ⥋ Gare de Lozère | Villebon-sur-Yvette - Centre Commercial Villebon 2 ⥋ Gare de Lozère                       | Villebon-sur-Yvette - Centre Commercial Villebon 2 ⥋ Gare de Lozère                       | Villebon-sur-Yvette - Centre Commercial Villebon 2 ⥋ Gare de Lozère                       | Villebon-sur-Yvette - Centre Commercial Villebon 2 ⥋ Gare de Lozère                       | Villebon-sur-Yvette - Centre Commercial Villebon 2 ⥋ Gare de Lozère                       | Villebon-sur-Yvette - Centre Commercial Villebon 2 ⥋ Gare de Lozère                       | Villebon-sur-Yvette - Centre Commercial Villebon 2 ⥋ Gare de Lozère                       | Villebon-sur-Yvette - Centre Commercial Villebon 2 ⥋ Gare de Lozère                       |
| ----- | --- | ----------------------------------------------------------------------------------------- | ----------------------------------------------------------------------------------------- | ----------------------------------------------------------------------------------------- | ----------------------------------------------------------------------------------------- | ----------------------------------------------------------------------------------------- | ----------------------------------------------------------------------------------------- | ----------------------------------------------------------------------------------------- | ----------------------------------------------------------------------------------------- |
| L     | Ouverture / Fermeture 12 novembre 2012 / — | Longueur —                                                                                | Durée 25 min                                                                              | Nb. d’arrêts 14                                                                           | Matériel —                                                                                | Jours de fonctionnement S                                                                 | Jour / Soir / Nuit / Fêtes O / O / N / N                                                  | Voy. / an —                                                                               | Exploitant Autocars Dominique                                                             |
| L     | Desserte : - Ville et lieux desservis : Palaiseau, Villebon-sur-Yvette et Orsay - Gares desservies : Lozère (RER B) |                                                                                           |                                                                                           |                                                                                           |                                                                                           |                                                                                           |                                                                                           |                                                                                           |                                                                                           |
| L     | Autre : - Zone traversée : Service gratuit - Arrêts non accessibles aux UFR : — - Amplitudes horaires : La ligne fonctionne le samedi de 8h45 à 21h40.                                                                                 |                                                                                           |                                                                                           |                                                                                           |                                                                                           |                                                                                           |                                                                                           |                                                                                           |                                                                                           |
| L     | Dernière actualisation : 15 juin 2025 |                                                                                           |                                                                                           |                                                                                           |                                                                                           |                                                                                           |                                                                                           |                                                                                           |                                                                                           |
| M     | Gif-sur-Yvette - Mail Potier ⥋ Gif-sur-Yvette - Marché du Parc | Gif-sur-Yvette - Mail Potier ⥋ Gif-sur-Yvette - Marché du Parc                            | Gif-sur-Yvette - Mail Potier ⥋ Gif-sur-Yvette - Marché du Parc                            | Gif-sur-Yvette - Mail Potier ⥋ Gif-sur-Yvette - Marché du Parc                            | Gif-sur-Yvette - Mail Potier ⥋ Gif-sur-Yvette - Marché du Parc                            | Gif-sur-Yvette - Mail Potier ⥋ Gif-sur-Yvette - Marché du Parc                            | Gif-sur-Yvette - Mail Potier ⥋ Gif-sur-Yvette - Marché du Parc                            | Gif-sur-Yvette - Mail Potier ⥋ Gif-sur-Yvette - Marché du Parc                            | Gif-sur-Yvette - Mail Potier ⥋ Gif-sur-Yvette - Marché du Parc                            |
| M     | Ouverture / Fermeture 19 mars 2019 / — | Longueur —                                                                                | Durée 15 min                                                                              | Nb. d’arrêts 7                                                                            | Matériel —                                                                                | Jours de fonctionnement D                                                                 | Jour / Soir / Nuit / Fêtes O / N / N / N                                                  | Voy. / an —                                                                               | Exploitant Autocars Dominique                                                             |
| M     | Desserte : - Ville et lieux desservis : Gif-sur-Yvette |                                                                                           |                                                                                           |                                                                                           |                                                                                           |                                                                                           |                                                                                           |                                                                                           |                                                                                           |
| M     | Autre : - Zone traversée : Service gratuit - Arrêts non accessibles aux UFR : — - Amplitudes horaires : La ligne fonctionne le dimanche de 9h00 à 14h30.                                                                               |                                                                                           |                                                                                           |                                                                                           |                                                                                           |                                                                                           |                                                                                           |                                                                                           |                                                                                           |
| M     | Dernière actualisation : 15 juin 2025 |                                                                                           |                                                                                           |                                                                                           |                                                                                           |                                                                                           |                                                                                           |                                                                                           |                                                                                           |
| O     | (Circulaire) Gif-sur-Yvette - Marché du Parc ⥋ via Courcelle - Intermarché | (Circulaire) Gif-sur-Yvette - Marché du Parc ⥋ via Courcelle - Intermarché                | (Circulaire) Gif-sur-Yvette - Marché du Parc ⥋ via Courcelle - Intermarché                | (Circulaire) Gif-sur-Yvette - Marché du Parc ⥋ via Courcelle - Intermarché                | (Circulaire) Gif-sur-Yvette - Marché du Parc ⥋ via Courcelle - Intermarché                | (Circulaire) Gif-sur-Yvette - Marché du Parc ⥋ via Courcelle - Intermarché                | (Circulaire) Gif-sur-Yvette - Marché du Parc ⥋ via Courcelle - Intermarché                | (Circulaire) Gif-sur-Yvette - Marché du Parc ⥋ via Courcelle - Intermarché                | (Circulaire) Gif-sur-Yvette - Marché du Parc ⥋ via Courcelle - Intermarché                |
| O     | Ouverture / Fermeture 19 mars 2019 / — | Longueur —                                                                                | Durée 30 min                                                                              | Nb. d’arrêts 16                                                                           | Matériel —                                                                                | Jours de fonctionnement Me, J, D                                                          | Jour / Soir / Nuit / Fêtes O / N / N / N                                                  | Voy. / an —                                                                               | Exploitant Autocars Dominique                                                             |
| O     | Desserte : - Ville et lieux desservis : Gif-sur-Yvette - Gares desservies : Gif-sur-Yvette, Courcelle-sur-Yvette (via l'arrêt "Courcelle - Intermarché") (RER B)                                                                       |                                                                                           |                                                                                           |                                                                                           |                                                                                           |                                                                                           |                                                                                           |                                                                                           |                                                                                           |
| O     | Autre : - Zone traversée : Service gratuit - Arrêts non accessibles aux UFR : — - Amplitudes horaires : La ligne fonctionne le mercredi de 9 h 0 à 16 h 30, et le jeudi et dimanche de 9 h 0 à 14 h 0.                                 |                                                                                           |                                                                                           |                                                                                           |                                                                                           |                                                                                           |                                                                                           |                                                                                           |                                                                                           |
| O     | Dernière actualisation : 15 juin 2025 |                                                                                           |                                                                                           |                                                                                           |                                                                                           |                                                                                           |                                                                                           |                                                                                           |                                                                                           |
| P     | (Circulaire) Palaiseau - Rond-Point Camille Claudel ⥋ via Mairie de Palaiseau | (Circulaire) Palaiseau - Rond-Point Camille Claudel ⥋ via Mairie de Palaiseau             | (Circulaire) Palaiseau - Rond-Point Camille Claudel ⥋ via Mairie de Palaiseau             | (Circulaire) Palaiseau - Rond-Point Camille Claudel ⥋ via Mairie de Palaiseau             | (Circulaire) Palaiseau - Rond-Point Camille Claudel ⥋ via Mairie de Palaiseau             | (Circulaire) Palaiseau - Rond-Point Camille Claudel ⥋ via Mairie de Palaiseau             | (Circulaire) Palaiseau - Rond-Point Camille Claudel ⥋ via Mairie de Palaiseau             | (Circulaire) Palaiseau - Rond-Point Camille Claudel ⥋ via Mairie de Palaiseau             | (Circulaire) Palaiseau - Rond-Point Camille Claudel ⥋ via Mairie de Palaiseau             |
| P     | Ouverture / Fermeture 1er octobre 2019 / — | Longueur —                                                                                | Durée 28 min                                                                              | Nb. d’arrêts 7                                                                            | Matériel —                                                                                | Jours de fonctionnement Me, J, S, D                                                       | Jour / Soir / Nuit / Fêtes O / O / N / O                                                  | Voy. / an —                                                                               | Exploitant Autocars Dominique                                                             |
| P     | Desserte : - Ville et lieux desservis : Palaiseau - Gares desservies : Palaiseau (RER B) |                                                                                           |                                                                                           |                                                                                           |                                                                                           |                                                                                           |                                                                                           |                                                                                           |                                                                                           |
| P     | Autre : - Zone traversée : Service gratuit - Arrêts non accessibles aux UFR : — - Amplitudes horaires : La ligne fonctionne le mercredi de 8h00 à 20h00, le jeudi et le dimanche de 8h00 à 13h30, et le samedi de 9h00 à 0h00 environ. |                                                                                           |                                                                                           |                                                                                           |                                                                                           |                                                                                           |                                                                                           |                                                                                           |                                                                                           |
| P     | Dernière actualisation : 15 juin 2025 |                                                                                           |                                                                                           |                                                                                           |                                                                                           |                                                                                           |                                                                                           |                                                                                           |                                                                                           |
| Q     | Épinay-sur-Orge - Chemin de Villiers ⥋ Gare d'Épinay-sur-Orge | Épinay-sur-Orge - Chemin de Villiers ⥋ Gare d'Épinay-sur-Orge                             | Épinay-sur-Orge - Chemin de Villiers ⥋ Gare d'Épinay-sur-Orge                             | Épinay-sur-Orge - Chemin de Villiers ⥋ Gare d'Épinay-sur-Orge                             | Épinay-sur-Orge - Chemin de Villiers ⥋ Gare d'Épinay-sur-Orge                             | Épinay-sur-Orge - Chemin de Villiers ⥋ Gare d'Épinay-sur-Orge                             | Épinay-sur-Orge - Chemin de Villiers ⥋ Gare d'Épinay-sur-Orge                             | Épinay-sur-Orge - Chemin de Villiers ⥋ Gare d'Épinay-sur-Orge                             | Épinay-sur-Orge - Chemin de Villiers ⥋ Gare d'Épinay-sur-Orge                             |
| Q     | Ouverture / Fermeture janvier 2022 / — | Longueur —                                                                                | Durée 10 min                                                                              | Nb. d’arrêts 9                                                                            | Matériel —                                                                                | Jours de fonctionnement L, Ma, Me, J, V, S                                                | Jour / Soir / Nuit / Fêtes O / N / N / N                                                  | Voy. / an —                                                                               | Exploitant Autocars Dominique                                                             |
| Q     | Desserte : - Ville et lieux desservis : Épinay-sur-Orge - Gares desservies : Épinay-sur-Orge (RER C et T12) |                                                                                           |                                                                                           |                                                                                           |                                                                                           |                                                                                           |                                                                                           |                                                                                           |                                                                                           |
| Q     | Autre : - Zone traversée : Service gratuit - Arrêts non accessibles aux UFR : — - Amplitudes horaires : La ligne fonctionne : du lundi au vendredi de 9h00 à 15h15 et le samedi jusqu'à 19h40.                                         |                                                                                           |                                                                                           |                                                                                           |                                                                                           |                                                                                           |                                                                                           |                                                                                           |                                                                                           |
| Q     | Dernière actualisation : 15 juin 2025 |                                                                                           |                                                                                           |                                                                                           |                                                                                           |                                                                                           |                                                                                           |                                                                                           |                                                                                           |
| R     | (Circulaire) Linas - UNM - UTAC ⥋ via centre-ville de Linas | (Circulaire) Linas - UNM - UTAC ⥋ via centre-ville de Linas                               | (Circulaire) Linas - UNM - UTAC ⥋ via centre-ville de Linas                               | (Circulaire) Linas - UNM - UTAC ⥋ via centre-ville de Linas                               | (Circulaire) Linas - UNM - UTAC ⥋ via centre-ville de Linas                               | (Circulaire) Linas - UNM - UTAC ⥋ via centre-ville de Linas                               | (Circulaire) Linas - UNM - UTAC ⥋ via centre-ville de Linas                               | (Circulaire) Linas - UNM - UTAC ⥋ via centre-ville de Linas                               | (Circulaire) Linas - UNM - UTAC ⥋ via centre-ville de Linas                               |
| R     | Ouverture / Fermeture 6 février 2023 / — | Longueur —                                                                                | Durée 18 min                                                                              | Nb. d’arrêts 11                                                                           | Matériel —                                                                                | Jours de fonctionnement L, Ma, Me, J, V                                                   | Jour / Soir / Nuit / Fêtes O / N / N / N                                                  | Voy. / an —                                                                               | Exploitant Autocars Dominique                                                             |
| R     | Desserte : - Ville et lieux desservis : Linas |                                                                                           |                                                                                           |                                                                                           |                                                                                           |                                                                                           |                                                                                           |                                                                                           |                                                                                           |
| R     | Autre : - Zone traversée : Service gratuit - Arrêts non accessibles aux UFR : — - Amplitudes horaires : La ligne fonctionne : du lundi au vendredi de 10h00 à 15h50.                                                                   |                                                                                           |                                                                                           |                                                                                           |                                                                                           |                                                                                           |                                                                                           |                                                                                           |                                                                                           |
| R     | Dernière actualisation : 15 juin 2025 |                                                                                           |                                                                                           |                                                                                           |                                                                                           |                                                                                           |                                                                                           |                                                                                           |                                                                                           |
| T     | Bures-sur-Yvette - Montjay ⥋ Les Ulis - Andes - Cap Horn | Bures-sur-Yvette - Montjay ⥋ Les Ulis - Andes - Cap Horn                                  | Bures-sur-Yvette - Montjay ⥋ Les Ulis - Andes - Cap Horn                                  | Bures-sur-Yvette - Montjay ⥋ Les Ulis - Andes - Cap Horn                                  | Bures-sur-Yvette - Montjay ⥋ Les Ulis - Andes - Cap Horn                                  | Bures-sur-Yvette - Montjay ⥋ Les Ulis - Andes - Cap Horn                                  | Bures-sur-Yvette - Montjay ⥋ Les Ulis - Andes - Cap Horn                                  | Bures-sur-Yvette - Montjay ⥋ Les Ulis - Andes - Cap Horn                                  | Bures-sur-Yvette - Montjay ⥋ Les Ulis - Andes - Cap Horn                                  |
| T     | Ouverture / Fermeture janvier 2022 / — | Longueur —                                                                                | Durée 15-20 min                                                                           | Nb. d’arrêts 11                                                                           | Matériel —                                                                                | Jours de fonctionnement Ma, V, S, D                                                       | Jour / Soir / Nuit / Fêtes O / N / N / O                                                  | Voy. / an —                                                                               | Exploitant Autocars Dominique                                                             |
| T     | Desserte : - Ville et lieux desservis : Bures-sur-Yvette, Les Ulis et Orsay |                                                                                           |                                                                                           |                                                                                           |                                                                                           |                                                                                           |                                                                                           |                                                                                           |                                                                                           |
| T     | Autre : - Zone traversée : Service gratuit - Arrêts non accessibles aux UFR : — - Amplitudes horaires : La ligne fonctionne les mardis, vendredis et samedis de 8h30 à 18h55, et les dimanches et jours fériés de 8h30 à 12h55.        |                                                                                           |                                                                                           |                                                                                           |                                                                                           |                                                                                           |                                                                                           |                                                                                           |                                                                                           |
| T     | Dernière actualisation : 15 juin 2025 |                                                                                           |                                                                                           |                                                                                           |                                                                                           |                                                                                           |                                                                                           |                                                                                           |                                                                                           |
| U     | (Circulaire) Les Ulis - Les Vignes ⥋ via Hautes Plaines | (Circulaire) Les Ulis - Les Vignes ⥋ via Hautes Plaines                                   | (Circulaire) Les Ulis - Les Vignes ⥋ via Hautes Plaines                                   | (Circulaire) Les Ulis - Les Vignes ⥋ via Hautes Plaines                                   | (Circulaire) Les Ulis - Les Vignes ⥋ via Hautes Plaines                                   | (Circulaire) Les Ulis - Les Vignes ⥋ via Hautes Plaines                                   | (Circulaire) Les Ulis - Les Vignes ⥋ via Hautes Plaines                                   | (Circulaire) Les Ulis - Les Vignes ⥋ via Hautes Plaines                                   | (Circulaire) Les Ulis - Les Vignes ⥋ via Hautes Plaines                                   |
| U     | Ouverture / Fermeture janvier 2022 / — | Longueur —                                                                                | Durée 13 min                                                                              | Nb. d’arrêts 8                                                                            | Matériel —                                                                                | Jours de fonctionnement Ma, V, D                                                          | Jour / Soir / Nuit / Fêtes O / N / N / O                                                  | Voy. / an —                                                                               | Exploitant Autocars Dominique                                                             |
| U     | Desserte : - Ville et lieux desservis : Les Ulis |                                                                                           |                                                                                           |                                                                                           |                                                                                           |                                                                                           |                                                                                           |                                                                                           |                                                                                           |
| U     | Autre : - Zone traversée : Service gratuit - Arrêts non accessibles aux UFR : — - Amplitudes horaires : La ligne fonctionne les mardis, vendredis et dimanches de 8h00 à 13h15.                                                        |                                                                                           |                                                                                           |                                                                                           |                                                                                           |                                                                                           |                                                                                           |                                                                                           |                                                                                           |
| U     | Dernière actualisation : 15 juin 2025 |                                                                                           |                                                                                           |                                                                                           |                                                                                           |                                                                                           |                                                                                           |                                                                                           |                                                                                           |
| V     | Verrières-le-Buisson - Croix Belle Avoine ⥋ Massy - Hôpital Jacques Cartier | Verrières-le-Buisson - Croix Belle Avoine ⥋ Massy - Hôpital Jacques Cartier               | Verrières-le-Buisson - Croix Belle Avoine ⥋ Massy - Hôpital Jacques Cartier               | Verrières-le-Buisson - Croix Belle Avoine ⥋ Massy - Hôpital Jacques Cartier               | Verrières-le-Buisson - Croix Belle Avoine ⥋ Massy - Hôpital Jacques Cartier               | Verrières-le-Buisson - Croix Belle Avoine ⥋ Massy - Hôpital Jacques Cartier               | Verrières-le-Buisson - Croix Belle Avoine ⥋ Massy - Hôpital Jacques Cartier               | Verrières-le-Buisson - Croix Belle Avoine ⥋ Massy - Hôpital Jacques Cartier               | Verrières-le-Buisson - Croix Belle Avoine ⥋ Massy - Hôpital Jacques Cartier               |
| V     | Ouverture / Fermeture janvier 2022 / — | Longueur —                                                                                | Durée 18 min                                                                              | Nb. d’arrêts 11                                                                           | Matériel —                                                                                | Jours de fonctionnement L, Ma, Me, J, V, S                                                | Jour / Soir / Nuit / Fêtes O / N / N / O                                                  | Voy. / an —                                                                               | Exploitant Autocars Dominique                                                             |
| V     | Desserte : - Ville et lieux desservis : Verrières-le-Buisson et Massy - Gares desservies : Massy - Verrières (RER B et RER C) |                                                                                           |                                                                                           |                                                                                           |                                                                                           |                                                                                           |                                                                                           |                                                                                           |                                                                                           |
| V     | Autre : - Zone traversée : Service gratuit - Arrêts non accessibles aux UFR : — - Amplitudes horaires : La ligne fonctionne du lundi au vendredi de 8h50 à 17h30 et les samedis et jours fériés de 13h30 à 17h30.                      |                                                                                           |                                                                                           |                                                                                           |                                                                                           |                                                                                           |                                                                                           |                                                                                           |                                                                                           |
| V     | Dernière actualisation : 15 juin 2025 |                                                                                           |                                                                                           |                                                                                           |                                                                                           |                                                                                           |                                                                                           |                                                                                           |                                                                                           |
| W     | (Circulaire) Massy - Avenue de l'Europe - Centre commercial ⥋ via centre-ville de Wissous | (Circulaire) Massy - Avenue de l'Europe - Centre commercial ⥋ via centre-ville de Wissous | (Circulaire) Massy - Avenue de l'Europe - Centre commercial ⥋ via centre-ville de Wissous | (Circulaire) Massy - Avenue de l'Europe - Centre commercial ⥋ via centre-ville de Wissous | (Circulaire) Massy - Avenue de l'Europe - Centre commercial ⥋ via centre-ville de Wissous | (Circulaire) Massy - Avenue de l'Europe - Centre commercial ⥋ via centre-ville de Wissous | (Circulaire) Massy - Avenue de l'Europe - Centre commercial ⥋ via centre-ville de Wissous | (Circulaire) Massy - Avenue de l'Europe - Centre commercial ⥋ via centre-ville de Wissous | (Circulaire) Massy - Avenue de l'Europe - Centre commercial ⥋ via centre-ville de Wissous |
| W     | Ouverture / Fermeture 16 septembre 2023 / — | Longueur —                                                                                | Durée 26 min                                                                              | Nb. d’arrêts 7                                                                            | Matériel —                                                                                | Jours de fonctionnement S                                                                 | Jour / Soir / Nuit / Fêtes O / N / N / N                                                  | Voy. / an —                                                                               | Exploitant Autocars Dominique                                                             |
| W     | Desserte : - Ville et lieux desservis : Massy et Wissous |                                                                                           |                                                                                           |                                                                                           |                                                                                           |                                                                                           |                                                                                           |                                                                                           |                                                                                           |
| W     | Autre : - Zone traversée : Service gratuit - Arrêts non accessibles aux UFR : — - Amplitudes horaires : La ligne fonctionne le samedi de 10h30 à 16h55.                                                                                |                                                                                           |                                                                                           |                                                                                           |                                                                                           |                                                                                           |                                                                                           |                                                                                           |                                                                                           |
| W     | Dernière actualisation : 15 juin 2025 |                                                                                           |                                                                                           |                                                                                           |                                                                                           |                                                                                           |                                                                                           |                                                                                           |                                                                                           |
| Y     | Palaiseau - La Hunière Joncherette ⥋ Gare de Massy - Palaiseau | Palaiseau - La Hunière Joncherette ⥋ Gare de Massy - Palaiseau                            | Palaiseau - La Hunière Joncherette ⥋ Gare de Massy - Palaiseau                            | Palaiseau - La Hunière Joncherette ⥋ Gare de Massy - Palaiseau                            | Palaiseau - La Hunière Joncherette ⥋ Gare de Massy - Palaiseau                            | Palaiseau - La Hunière Joncherette ⥋ Gare de Massy - Palaiseau                            | Palaiseau - La Hunière Joncherette ⥋ Gare de Massy - Palaiseau                            | Palaiseau - La Hunière Joncherette ⥋ Gare de Massy - Palaiseau                            | Palaiseau - La Hunière Joncherette ⥋ Gare de Massy - Palaiseau                            |
| Y     | Ouverture / Fermeture janvier 2022 / — | Longueur —                                                                                | Durée 20 min                                                                              | Nb. d’arrêts 17                                                                           | Matériel —                                                                                | Jours de fonctionnement D                                                                 | Jour / Soir / Nuit / Fêtes O / N / N / O                                                  | Voy. / an —                                                                               | Exploitant Autocars Dominique                                                             |
| Y     | Desserte : - Ville et lieux desservis : Palaiseau et Massy - Gares desservies : Gare de Palaiseau - Villebon, Gare de Palaiseau (RER B), Gare de Massy - Palaiseau, Gare de Massy TGV (RER B, RER C, Transilien V et T12)              |                                                                                           |                                                                                           |                                                                                           |                                                                                           |                                                                                           |                                                                                           |                                                                                           |                                                                                           |
| Y     | Autre : - Zone traversée : Service gratuit - Arrêts non accessibles aux UFR : — - Amplitudes horaires : La ligne fonctionne les dimanches et jours fériés de 8h00 à 13h20.                                                             |                                                                                           |                                                                                           |                                                                                           |                                                                                           |                                                                                           |                                                                                           |                                                                                           |                                                                                           |
| Y     | Dernière actualisation : 15 juin 2025 |                                                                                           |                                                                                           |                                                                                           |                                                                                           |                                                                                           |                                                                                           |                                                                                           |                                                                                           |
| Z     | Gare de Lozère ⥋ Palaiseau - Marché du Pileu | Gare de Lozère ⥋ Palaiseau - Marché du Pileu                                              | Gare de Lozère ⥋ Palaiseau - Marché du Pileu                                              | Gare de Lozère ⥋ Palaiseau - Marché du Pileu                                              | Gare de Lozère ⥋ Palaiseau - Marché du Pileu                                              | Gare de Lozère ⥋ Palaiseau - Marché du Pileu                                              | Gare de Lozère ⥋ Palaiseau - Marché du Pileu                                              | Gare de Lozère ⥋ Palaiseau - Marché du Pileu                                              | Gare de Lozère ⥋ Palaiseau - Marché du Pileu                                              |
| Z     | Ouverture / Fermeture janvier 2022 / — | Longueur —                                                                                | Durée 20 min                                                                              | Nb. d’arrêts 15                                                                           | Matériel —                                                                                | Jours de fonctionnement D                                                                 | Jour / Soir / Nuit / Fêtes O / N / N / O                                                  | Voy. / an —                                                                               | Exploitant Autocars Dominique                                                             |
| Z     | Desserte : - Ville et lieux desservis : Palaiseau - Gares desservies : Lozère, Palaiseau - Villebon, Palaiseau (RER B) |                                                                                           |                                                                                           |                                                                                           |                                                                                           |                                                                                           |                                                                                           |                                                                                           |                                                                                           |
| Z     | Autre : - Zone traversée : Service gratuit - Arrêts non accessibles aux UFR : — - Amplitudes horaires : La ligne fonctionne les dimanches et jours fériés de 8h00 à 13h20.                                                             |                                                                                           |                                                                                           |                                                                                           |                                                                                           |                                                                                           |                                                                                           |                                                                                           |                                                                                           |
| Z     | Dernière actualisation : 15 juin 2025 |                                                                                           |                                                                                           |                                                                                           |                                                                                           |                                                                                           |                                                                                           |                                                                                           |                                                                                           |

## Gestion et exploitation
Les réseaux de transports en commun franciliens sont organisés par Île-de-France Mobilités. L'exploitation du réseau de bus Paris-Saclay revient à RATP Cap Saclay depuis le 1er août 2022.
L'exploitation des navettes gratuites Paris-Saclay, mises en place par la communauté d'agglomération Paris-Saclay, est en revanche confiée à Autocars Dominique :
- depuis le 1er janvier 2022 à la place de Mobicité (Groupe RATP) pour la majorité des lignes ;
- depuis le 1er juillet 2022 à la place d'Ulysse Transport pour les lignes F et K.

### Dépôts
Le remisage et le nettoyage des bus de RATP Cap Saclay est effectué à Marcoussis, site utilisé jusqu'au 1er août 2022 par l'ancien opérateur Transdev Les Cars d'Orsay. Certains bus sont également stationnés à Saclay, au sein de l’entreprise Razel Bec, à Vélizy-Villacoublay et à Villebon-sur-Yvette, où un centre bus doit être construit.
En décembre 2022 le préfet d’Ile-de-France émet un avis favorable à la construction du centre opérationnel bus de Villebon sur Yvette, au 31 avenue de la Baltique.
Ceux d'Autocars Dominique sont entretenus à Buc.

### Matériel roulant
Les lignes du réseau Paris-Saclay exploitées par Autocars Dominique le sont à l'aide d'un parc de véhicules non précisés, qui devrait à terme être constitué de véhicules GNV. La livrée des véhicules est amenée à changer prochainement.
Le réseau dispose aussi depuis 2018 d'un midibus low-entry, un TEMSA MD9 LE (numéro 30) et de divers autocars achetés d'occasion, dont les affectations sont inconnues.

### Tarification et fonctionnement
La tarification des lignes d'autobus d'Île-de-France est unifiée et accessible avec les mêmes abonnements. Un ticket « bus-tram », qui remplace le ticket t+ au 1er janvier 2025, permet un trajet simple quelle que soit la distance, avec une ou plusieurs correspondances possibles avec les autres lignes de bus et de tramway pendant une durée maximale de 1 h 30 entre la première et dernière validation. En revanche, un ticket validé dans un bus ne permet pas d'emprunter le métro, ni le Transilien et le RER. Les lignes Orlybus et Roissybus, assurant de façon directe les dessertes aéroportuaires via autoroute, disposent d'une tarification spécifique mais sont accessibles avec les abonnements habituels.
Les tarifs des billets et abonnements dont le montant est limité par décision politique ne couvrent pas les frais réels de transport. Le manque à gagner est compensé par l'autorité organisatrice, Île-de-France Mobilités, présidée depuis 2005 par le président du conseil régional d'Île-de-France et composé d'élus locaux. Elle définit les conditions générales d'exploitation ainsi que la durée et la fréquence des services. L'équilibre financier du fonctionnement est assuré par une dotation globale annuelle aux transporteurs de la région grâce au versement mobilité payé par les entreprises et aux contributions des collectivités publiques.

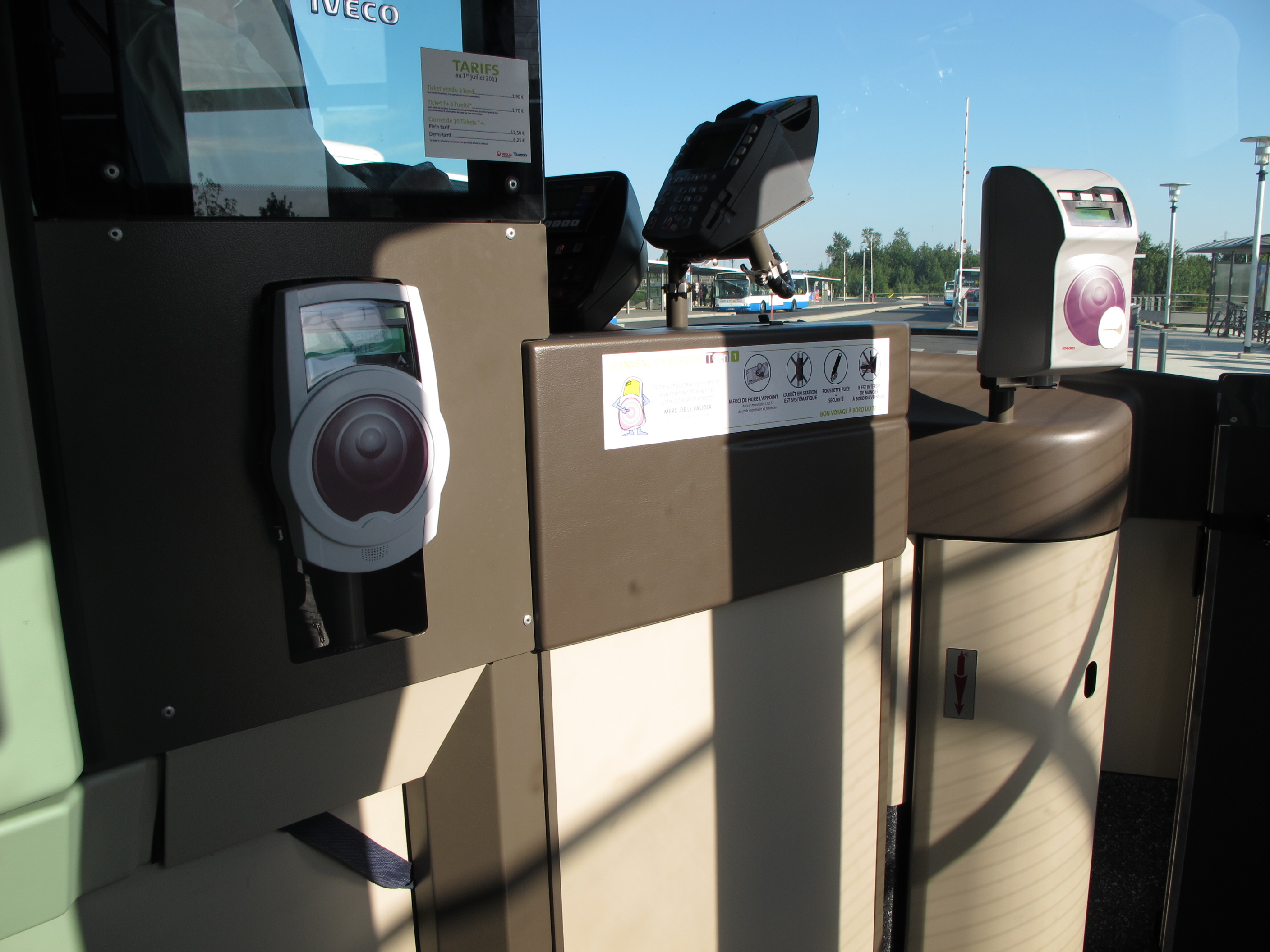
Validateurs pour passes Navigo (à gauche) et pour tickets carton (à droite) présents dans les bus et tramway.

L’achat de ticket par SMS est possible depuis 2018, en envoyant SACLAY au 93100 (coût de 2,50 € depuis le 01/01/2023 prélevé sur les factures de téléphone). Ce ticket SMS est valable 1h sans correspondance.

## Parc de véhicules
La flotte comprend des bus conformes aux normes antipollution euro 5 et 6.

### Bus articulés
| Constructeur    | Modèle              | Nombre | Numéros de parc | Période de mise en service | Affectation    | Observation                                                                      |
| --------------- | ------------------- | ------ | --------------- | -------------------------- | -------------- | -------------------------------------------------------------------------------- |
| Mercedes-Benz   | Citaro G C2         | 12     | ?               | août 2022                  | 9 91.06 DM11C. | 5390, 5393-5394 et 5413 : ex-RATP, 222056-222059 : ex-Transdev les Cars d'Orsay. |
| Irisbus         | Citelis 18          | ?      | ?               | novembre 2022              | 9 91.06 DM11C. |                                                                                  |
| Iveco Bus       | Urbanway 18 Hybride | ?      | ?               | Septembre 2022             | 9 91.06 DM11C. |                                                                                  |
| Iveco Bus       | Urbanway 18 Hybride | ?      | ?               | Janvier 2022               | 9 91.06 DM11C. |                                                                                  |
| MAN Truck & Bus | Lion's City G       | ?      | ?               | Novembre 2022              | 9 91.06 DM11C. |                                                                                  |
| Solaris         | Urbino 18           | ?      | ?               |                            | 9 91.06 DM11C. |                                                                                  |

### Bus standards
| Constructeur        | Modèle              | Nombre | Numéros de parc                                          | Période de mise en service | Affectation                                                                    | Observation |
| ------------------- | ------------------- | ------ | -------------------------------------------------------- | -------------------------- | ------------------------------------------------------------------------------ | ----------- |
| Irisbus             | Citelis Line        | ?      | ? (Livrée RATP)                                          | janvier 2023               | 2 3 4 5 10 11 12 13 21 22 23 DM10A DM11E DM11G DM12.                           |             |
| Mercedes-Benz       | Citaro C2           | ?      | - ? (Livrée STIF). - ? (Livrée Île-de-France Mobilités). | août 2022                  | 10 13 DM10A DM11C DM11E DM12.                                                  |             |
| Mercedes-Benz       | Citaro C2 NGT       | ?      | - ? (Livrée STIF). - ? (Livrée Île-de-France Mobilités). | août 2022                  | 3 4 5 7 9 10 11 12 13 15 17 13 20 21 22 23 S9 S15 DM10A DM11A DM11E DM11G DM12 |             |
| Mercedes-Benz       | Citaro C2 LE Ü      | ?      | ? (Livrée STIF).                                         | août 2022                  | DM11A DM11E DM11G DM12 DM152S                                                  |             |
| Mercedes-Benz       | Citaro C2 LE Ü NGT  | ?      | ? (Livrée Albatrans).                                    | août 2022                  |                                                                                |             |
| Mercedes-Benz       | Citaro Facelift     | ?      | ? (Livrée STIF).                                         | août 2022                  | 3 4 DM12 DM152S                                                                |             |
| Mercedes-Benz       | Citaro Facelift GNV | ?      | ? .                                                      | septembre 2022             | 3 4 7 DM12                                                                     |             |
| Mercedes-Benz       | Citaro LE           | ?      | - ? (Livrée STIF).                                       | août 2022                  |                                                                                |             |
| Heuliez Bus         | GX 327              | ?      | ? .(Livrée Paris-Saclay).                                | septembre 2022             | 1 2 3 5 21 22 23 DM12                                                          |             |
| Heuliez Bus         | GX 337              | ?      | ? .(Livrée Paris-Saclay).                                | septembre 2022             | 2 3 22 23 DM12                                                                 |             |
| MAN Truck & Bus     | Lion's City         | ?      | - ? (Livrée RATP). - ? (Livrée IDFM).                    | décembre 2022              | 2 3 4 5 10 11 12 13 14 15 21 22 23 DM11C DM12 S9 S15                           |             |
| Iveco Bus           | Urbanway 12 GNV     | ?      | - ? (Livrée IDFM).                                       | avril 2023                 | 2 3 4 5 10 11 12 13 21 22 23 DM10A DM11E DM12 S9                               |             |
| Solaris Bus & Coach | Urbino 12           | ?      | - ? (Livrée Albatrans).                                  | août 2022                  |                                                                                |             |